# Kirchenbezirk Böblingen
Der Evangelische Kirchenbezirk Böblingen ist einer von 43 Kirchenbezirken bzw. Kirchenkreisen der Evangelischen Landeskirche in Württemberg. Sein Gebiet ist deckungsgleich mit dem Dekanat Böblingen.

## Geografie
Der Kirchenbezirk Böblingen liegt im Westen der württembergischen Landeskirche. Sein Gebiet umfasst den Südosten des Landkreises Böblingen, also das Gebiet der politischen Städte und Gemeinden Aidlingen, Altdorf, Böblingen, Ehningen, Grafenau, Holzgerlingen, Magstadt, Schönaich, Sindelfingen, Steinenbronn, Waldenbuch und Weil im Schönbuch.

### Nachbarkirchenbezirke
Der Kirchenbezirk Böblingen grenzt an folgende Kirchenbezirke (beginnend im Nordosten): Kirchenkreis Stuttgart (ehem. Kirchenbezirke Stuttgart und Degerloch) und Bernhausen (alle Prälatur Stuttgart) sowie Tübingen, Herrenberg, Calw-Nagold und Leonberg (alle Prälatur Reutlingen).

## Geschichte

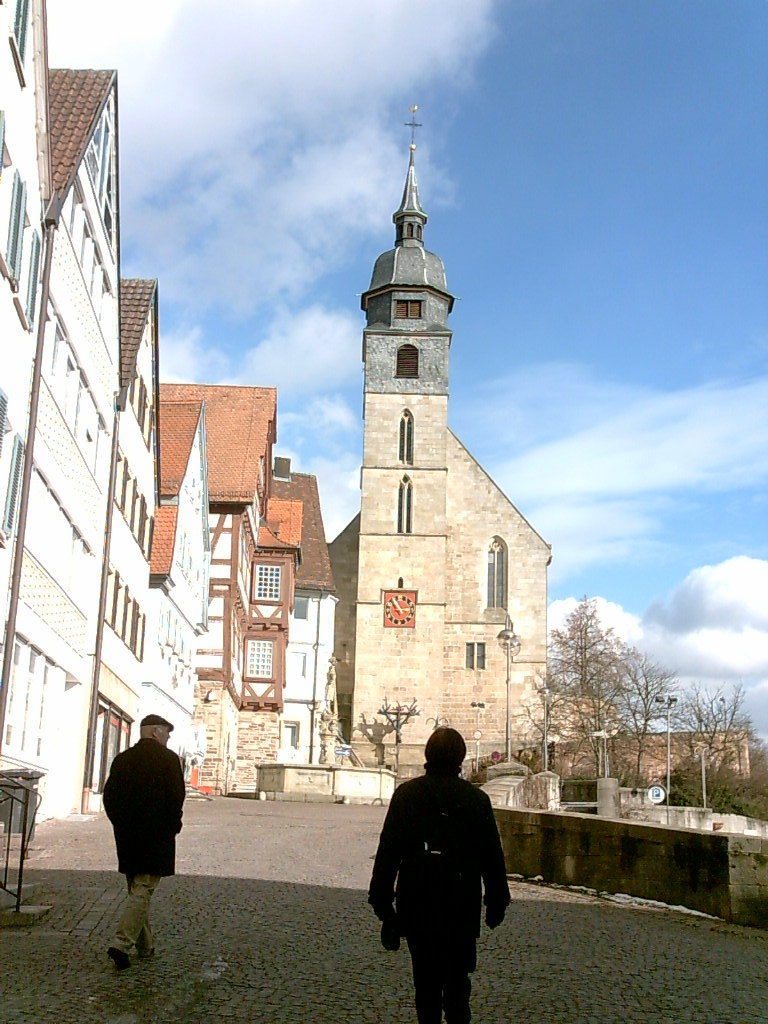
Marktplatz mit Stadtkirche Böblingen

Das Gebiet des heutigen Dekanats bzw. Kirchenbezirks Böblingen gehört zum alten Kernland Württembergs, das ab 1534 die Reformation einführte, so dass das Gebiet ganz evangelisch geprägt ist. Lediglich Dätzingen als Besitzung des Johanniterordens blieb katholisch. Böblingen wurde bald nach der Reformation, wohl ab 1556 Sitz eines Dekanats, damals Specialsuperintendentur, das zum Generalat Maulbronn gehörte. Zum Dekan wurde der Stadtpfarrer von Böblingen ernannt. Ab 1823 gehörte das Dekanat Böblingen zum Generalat Ludwigsburg, ab 1913 zum Generalat Reutlingen, aus dem die heutige Prälatur Reutlingen hervorging.
Infolge der Auflösung einiger Kreise bzw. Oberämter in Württemberg 1939 wurden auch die kirchlichen Verwaltungsbezirke teilweise neu gegliedert. So wurde mit Wirkung vom 1. April 1939 die Kirchengemeinde Schafhausen in den Kirchenbezirk Leonberg umgegliedert. Im Gegenzug erhielt der Kirchenbezirk Böblingen vom Kirchenbezirk Calw die Kirchengemeinde Dachtel.
Zwischen 1992 und 2003 gehörte es erneut zur Prälatur Ludwigsburg. Am 1. Januar 1981 wurde der Kirchenbezirk Böblingen um die beiden Kirchengemeinden Steinenbronn und Waldenbuch, die zuvor zum Kirchenbezirk Degerloch gehörten, vergrößert.

## Leitung des Kirchenbezirks
Die Leitung des Kirchenbezirks obliegt der Bezirkssynode, dem Kirchenbezirksausschuss (KBA) und dem Dekan. Dekan ist seit 2021 Markus Frasch, der zugleich einer der Pfarrer an der Stadtkirche in Böblingen ist.

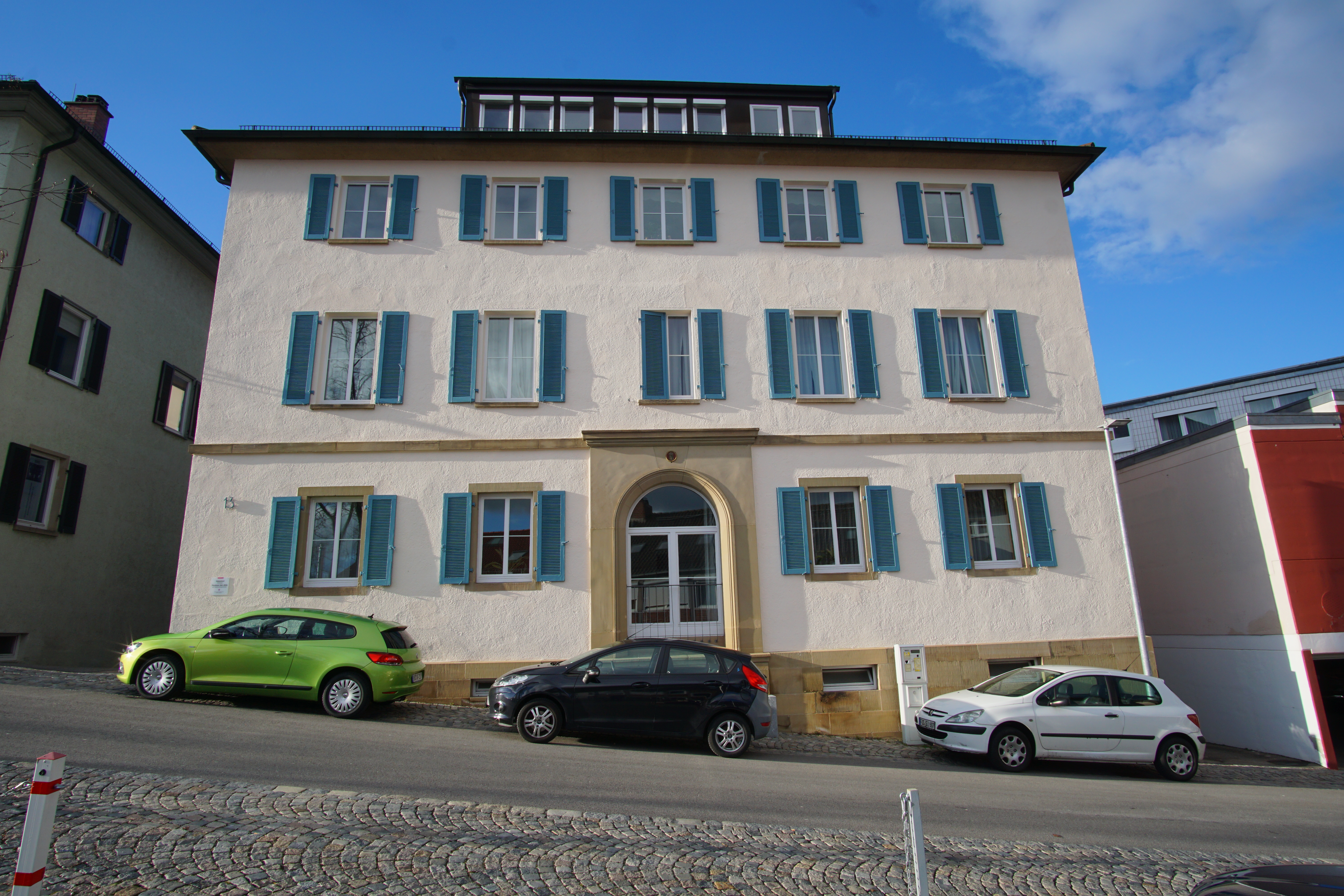
Dekanatsamt in Böblingen

### Dekane des Kirchenbezirks
- 1801–1819: Johann Friedrich Reuchlin
- 1819–1821: Johann Immanuel Friedrich Schmid
- 1821–1837: Jakob Immanuel Kies
- 1837–1859: Gottlieb Friedrich Rapp
- 1860–1868: Johann Georg Friedrich Baur
- 1869–1881: Karl Immanuel Heermann
- 1881–1889: Karl August Schnaidt (1837–1902)
- 1890–1897: Christian Niethammer
- 1898–1906: Theodor Christoph Lenckner (1847–1907)
- 1906–1926: Albert Karl August Pregizer (1856–1936)
- 1926–1933: Theodor Kappus
- 1934–1950: Hermann Dürr
- 1950–1968: Robert Baur
- 1968–1978: Jakob Straub (1913–1997)
- 1978–1986: Klaus Lubkoll (1928–1992)
- 1987–1992: Jens Timm (* 1940)
- 1993–1999: Hans-Peter Ehrlich (* 1948)
- 1999–2020: Bernd Liebendörfer (* 1955), 50. Dekan seit 1534
- seit 2021: Markus Frasch

## Kirchengemeinden
Im Kirchenbezirk Böblingen gibt es insgesamt 23 Kirchengemeinden. Davon haben sich neun Kirchengemeinden zu insgesamt drei Gesamtkirchengemeinden zusammengeschlossen, bleiben aber weiterhin eigenständige Körperschaften des öffentlichen Rechts. Die jeweils in Klammern hinter dem Namen der Kirchengemeinde angegebenen Gemeindegliederzahlen beziehen sich auf das Jahr 2005 und sind gerundet.
Das Gebiet des Kirchenbezirks Böblingen ist überwiegend evangelisch geprägt. Es gibt daher fast in jedem Dorf auch eine evangelische Kirchengemeinde und eine meist alte Kirche. In den meisten Orten (außer Böblingen und Sindelfingen) zogen Katholiken überwiegend erst nach dem Zweiten Weltkrieg zu.

### Kirchengemeinde Aidlingen

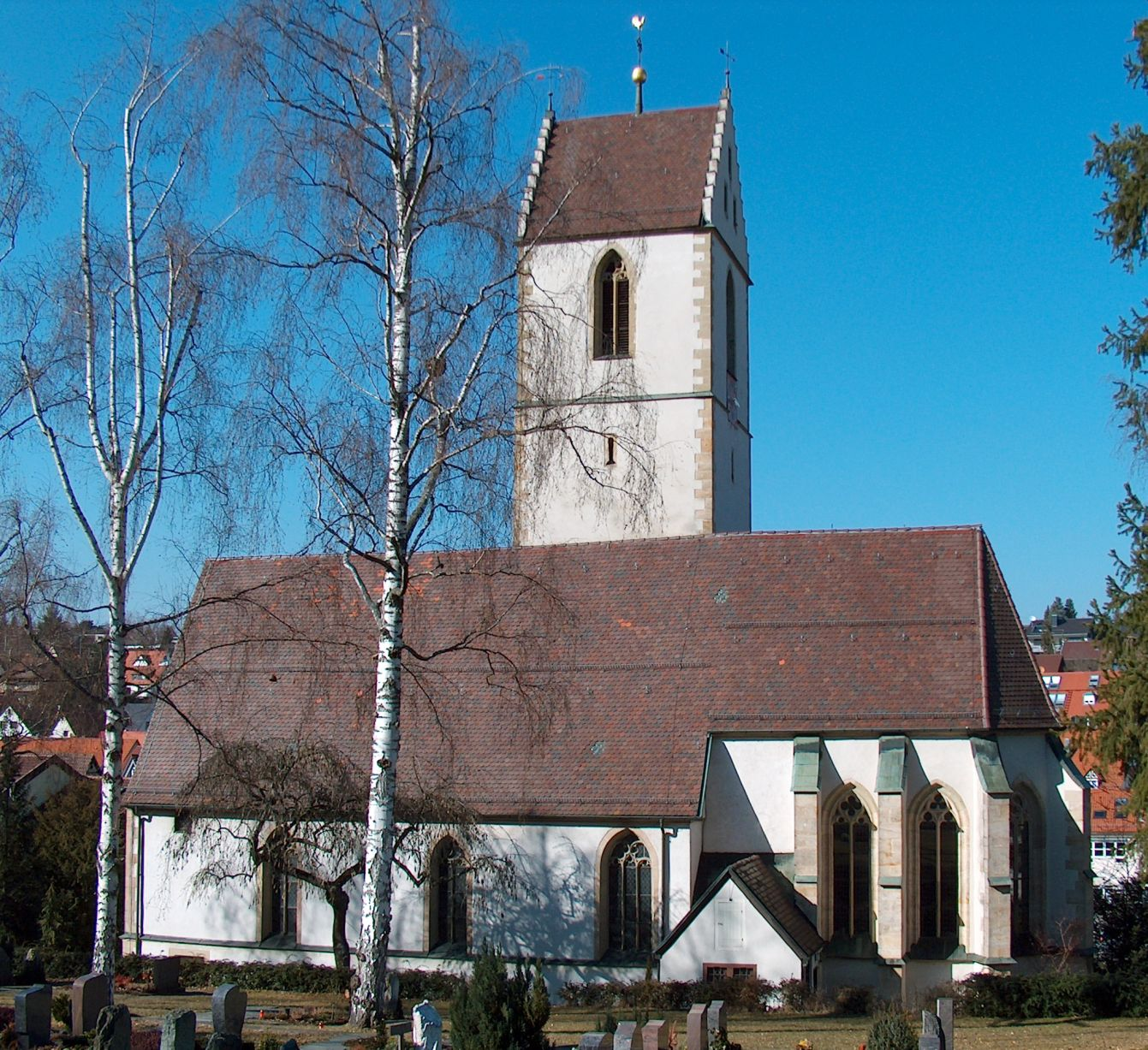
Nikolauskirche Aidlingen

Die Kirchengemeinde Aidlingen (ca. 2.800) umfasst den Hauptort der Gemeinde Aidlingen. Eine Kirche wird in Aidlingen erstmals 1275 genannt. Sie gehörte dem Kloster Reichenau. 1481 wurde sie von Graf Eberhard im Bart dem Stift Tübingen geschenkt. Württemberg führte die Reformation ein. Die heutige Kirche wurde 1460 bis 1470 von Aberlin Jörg erbaut. Sie hat einen spätgotischen Satteldachturm. Der Chor ist netzgewölbt. 1784 wird die Kirche St. Nikolaus genannt. Nach einem Brand von 1949 wurde die Kirche wieder aufgebaut.

### Kirchengemeinde Altdorf

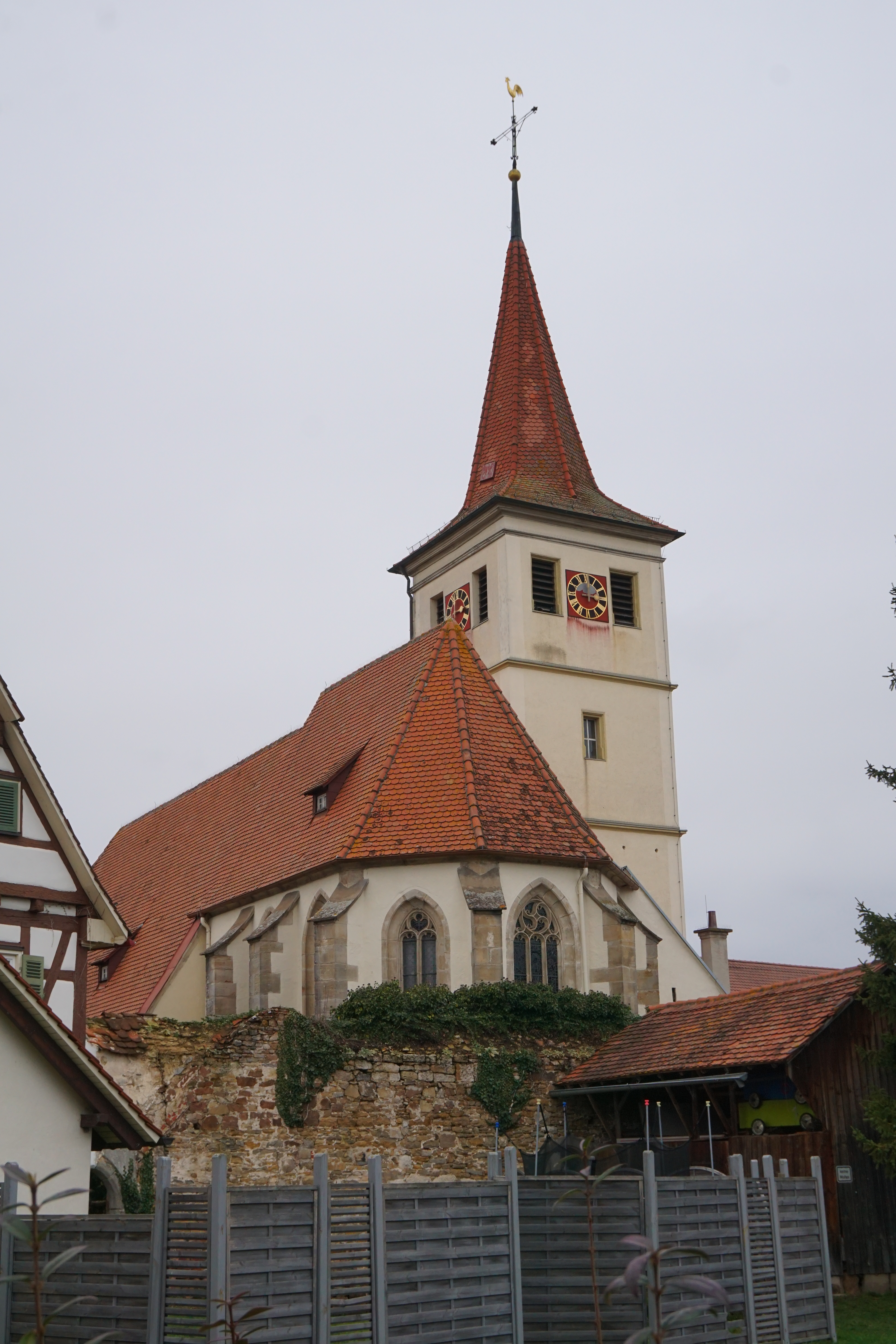
Blasius- und Bricciuskirche Altdorf

Die Kirchengemeinde Altdorf (ca. 2.200) umfasst die Gemeinde Altdorf. Eine Kirche wurde in Altdorf 1275 erstmals erwähnt. Sie wurde 1402 dem Kloster Bebenhausen inkorporiert. In der Reformationszeit kam sie an Württemberg. 1467 wird sie St. Blasius und Briccius genannt. Die einstige Wehrkirche ist eine Chorseitenturmanlage mit netzgewölbtem Chor und spätgotischer Sakristei. 1944 brannte das Schiff aus. 1950 wurde die Kirche wieder aufgebaut.

### Gesamtkirchengemeinde Böblingen
Die Gesamtkirchengemeinde Böblingen (ca. 13.000) umfasst die Kernstadt von Böblingen. Sie entstand durch Bekanntmachung des Oberkirchenrats vom 13. Februar 1964, als die bis dahin alleinige Kirchengemeinde Böblingen in zunächst drei Teilkirchengemeinden, nämlich Stadtkirchengemeinde Böblingen, Martin-Luther-Kirchengemeinde Böblingen und Paul-Gerhardt-Kirchengemeinde Böblingen aufgeteilt und diese in der gleichzeitig neu gebildeten Gesamtkirchengemeinde Böblingen zusammengeschlossen wurden. Das Kultusministerium hatte die Gesamtkirchengemeinde Böblingen und deren Teilkirchengemeinden mit Schreiben vom 23. Dezember 1963 als Körperschaften des öffentlichen Rechts anerkannt. Mit Wirkung vom 1. Januar 1982 wurde dann noch die selbständige Kirchengemeinde Diezenhalde (seit 1990 Christuskirchengemeinde Böblingen) als weitere Teilkirchengemeinde innerhalb der Gesamtkirchengemeinde Böblingen gebildet, so dass diese seither aus vier Teilkirchengemeinden besteht. Die Gesamtkirchengemeinde hat für die Teilkirchengemeinden bestimmte Aufgaben übernommen. So ist die Verwaltung und die Kirchenpflege für die vier Kirchengemeinden zentral organisiert. Das örtliche Jugendwerk der evangelischen Kirche wird ebenfalls auf dieser Ebene betrieben. Zu ihm gehört das Waldheim Tannenberg, in dem seit über 50 Jahren Kinderfreizeiten als Stadtranderholung angeboten werden. Ein wichtiger Zweig der Gesamtkirchengemeinde ist das Alten- und Pflegeheim Sonnenhalde. Es ist das einzige Heim im Bereich der Evang. Landeskirche in Württemberg, das unmittelbar von einer Kirchengemeinde getragen wird. Eine neue Initiative ist der Tafelladen, den es seit Januar 2005 gibt. Hier werden Lebensmittel kostengünstig an Bedürftige abgegeben. Über diese eigenen Bereiche hinaus koordiniert die Gesamtkirchengemeinde das Miteinander der vier evangelischen Kirchengemeinden in der Kernstadt.

#### Stadtkirchengemeinde Böblingen

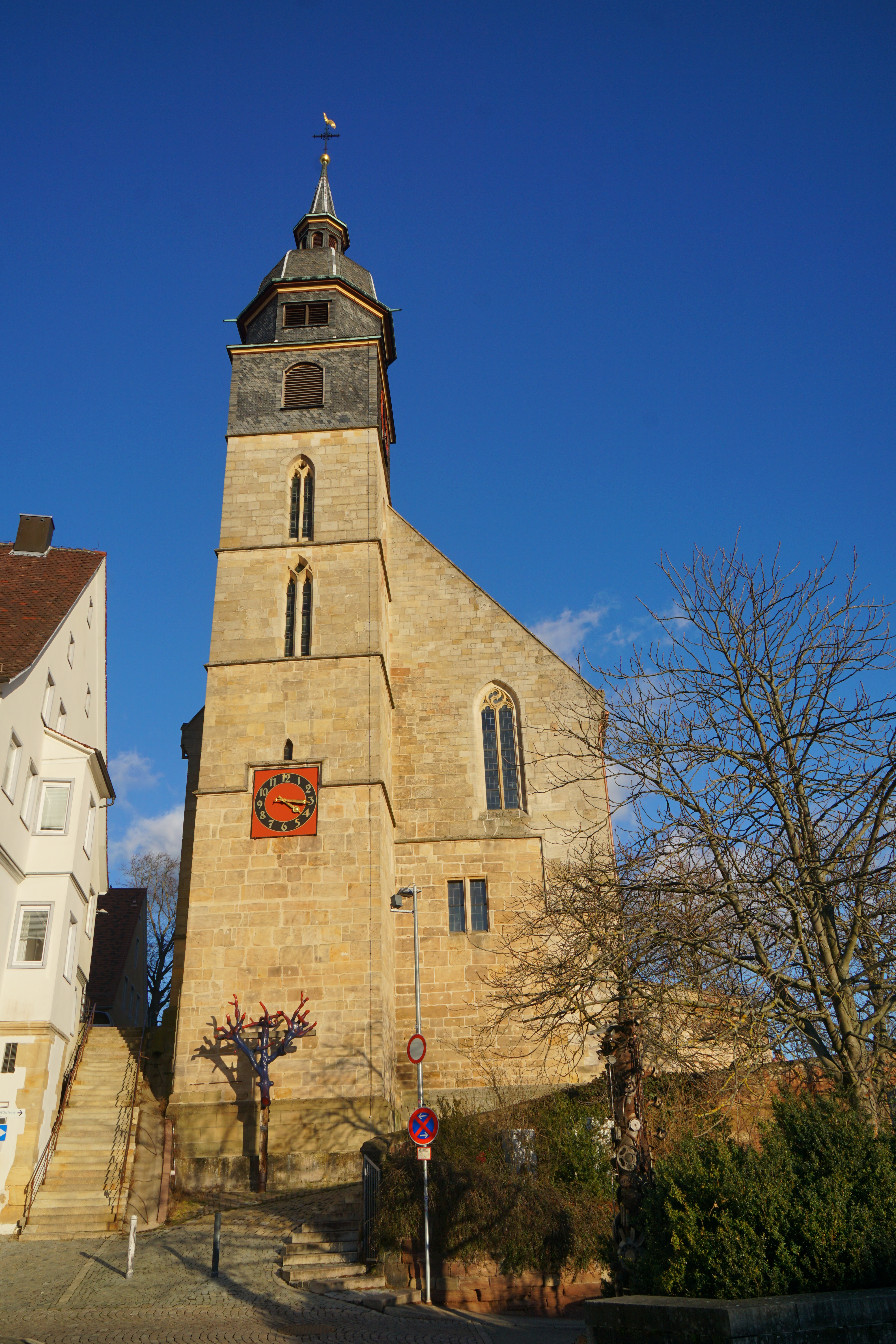
Stadtkirche Böblingen

Die Stadtkirchengemeinde Böblingen (ca. 3.500) umfasst die Altstadt von Böblingen. Kirchlich gehörte Böblingen wohl zunächst zur Martinskirche in Sindelfingen. 1261 wurde erstmals ein Pfarrer an der Marienkirche außerhalb der Stadt bezeugt. 1469 wurde eine Kaplanei an der Marienkapelle gestiftet, doch wurde bereits 1419 die Schlosskapelle in Böblingen zur Pfarrkirche St. Dionysius erhoben. Sie wurde wohl im 13. Jahrhundert erbaut, hatte wohl aber mehrere Vorgängerbauten. Der Chor wurde wohl um 1340 erbaut und das Schiff vergrößert. 1550 wurde der Turm verändert. 1468 gelangte die Kirche an das Kloster Hirsau. Nach der Reformation kam die Kirche an Württemberg. Sie wurde alsbald Sitz eines Dekanats. 1707 wurde der Turmaufbau durch einen Neubau ersetzt. 1892 wurde die Kirche erneut verändert und eine neue Orgel und Kanzel eingebaut. Im Zweiten Weltkrieg brannte die Kirche aus und wurde 1950 wieder aufgebaut. 1983 wurde die letzte Renovierung durchgeführt.
Die heutige Stadtkirchengemeinde Böblingen entstand durch Bekanntmachung des Oberkirchenrats vom 13. Februar 1964, als die bis dahin alleinige Kirchengemeinde Böblingen in seinerzeit drei Teilkirchengemeinden aufgeteilt wurde. Heute versehen der Dekan und eine weitere Pfarrerin ihre Dienste in der Stadtkirchengemeinde Böblingen.

#### Martin-Luther-Kirchengemeinde Böblingen

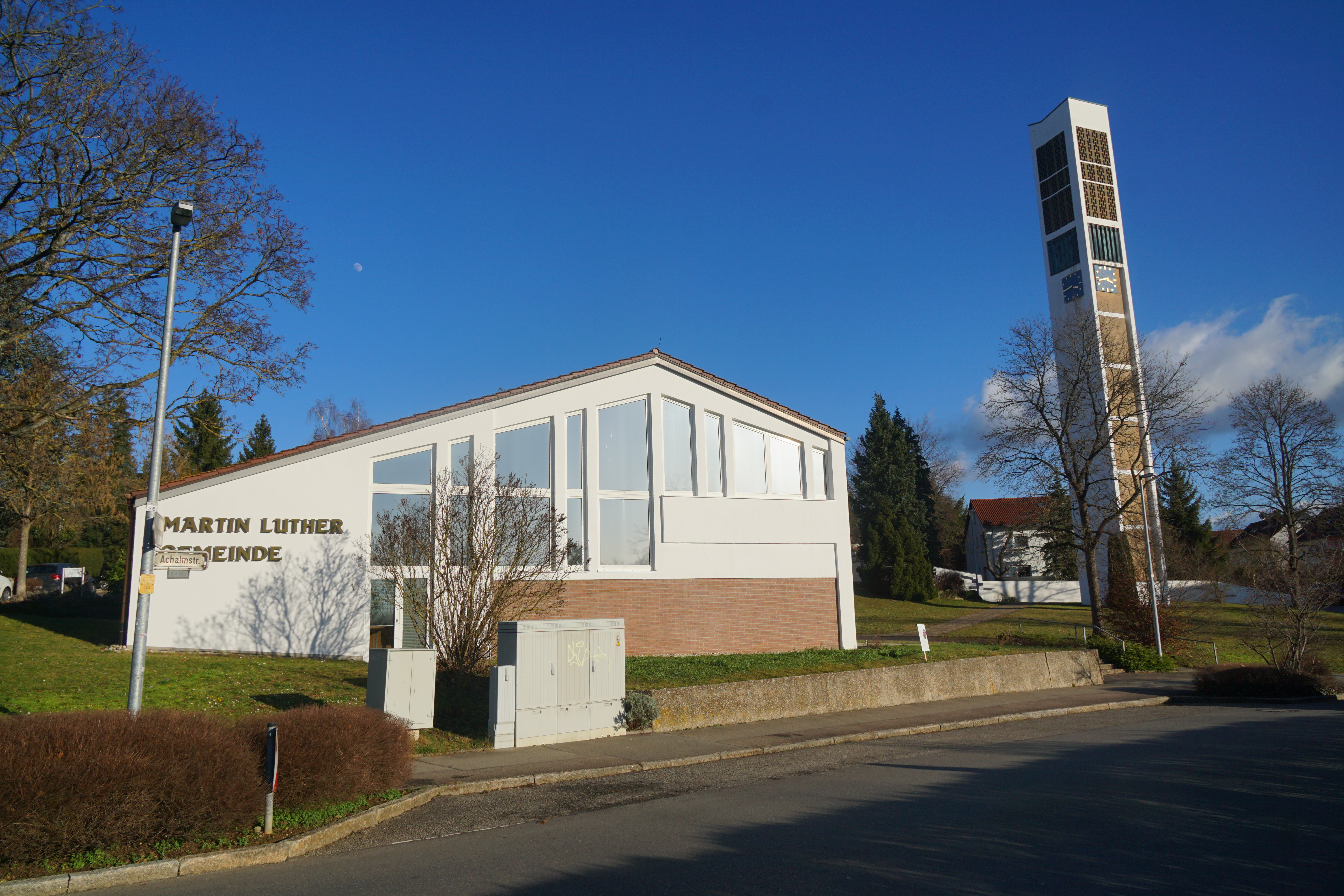
Martin-Luther-Kirche in Böblingen

Die Martin-Luther-Kirchengemeinde Böblingen (ca. 4.100) umfasst Teile der Kernstadt Böblingen, insbesondere die Wohngebiete Tannenberg und Rauher Kapf. Infolge starken Zuzugs nach dem Zweiten Weltkrieg wurde die evangelische Kirchengemeinde Böblingen, die bis dahin nur über die Stadtkirche verfügte, zu groß. Deshalb wurde 1960 die Martin-Luther-Kirche mit dazugehörigem Gemeindehaus erbaut. Als eigenständige Kirchengemeinde wurde die Martin-Luther-Kirchengemeinde Böblingen dann durch Bekanntmachung des Oberkirchenrats vom 13. Februar 1964 gebildet, als die bis dahin alleinige Kirchengemeinde Böblingen in seinerzeit drei Teilkirchengemeinden aufgeteilt wurde.
Auch die Martin-Luther-Kirchengemeinde wuchs weiter, so dass in den 1970er Jahren für den Bereich Tannenberg das Gemeindezentrum am Murkenbachweg und später für die Gemeindeglieder der Waldsiedlung Rauher Kapf das Gemeindezentrum Taunusstraße errichtet bzw. erworben wurde. Somit verfügt die Martin-Luther-Kirchengemeinde heute über drei Gemeindezentren. Heute versehen zwei Pfarrer in den Seelsorgebezirken Nord und Süd ihre Dienste in der Martin-Luther-Gemeinde.

#### Paul-Gerhardt-Kirchengemeinde Böblingen

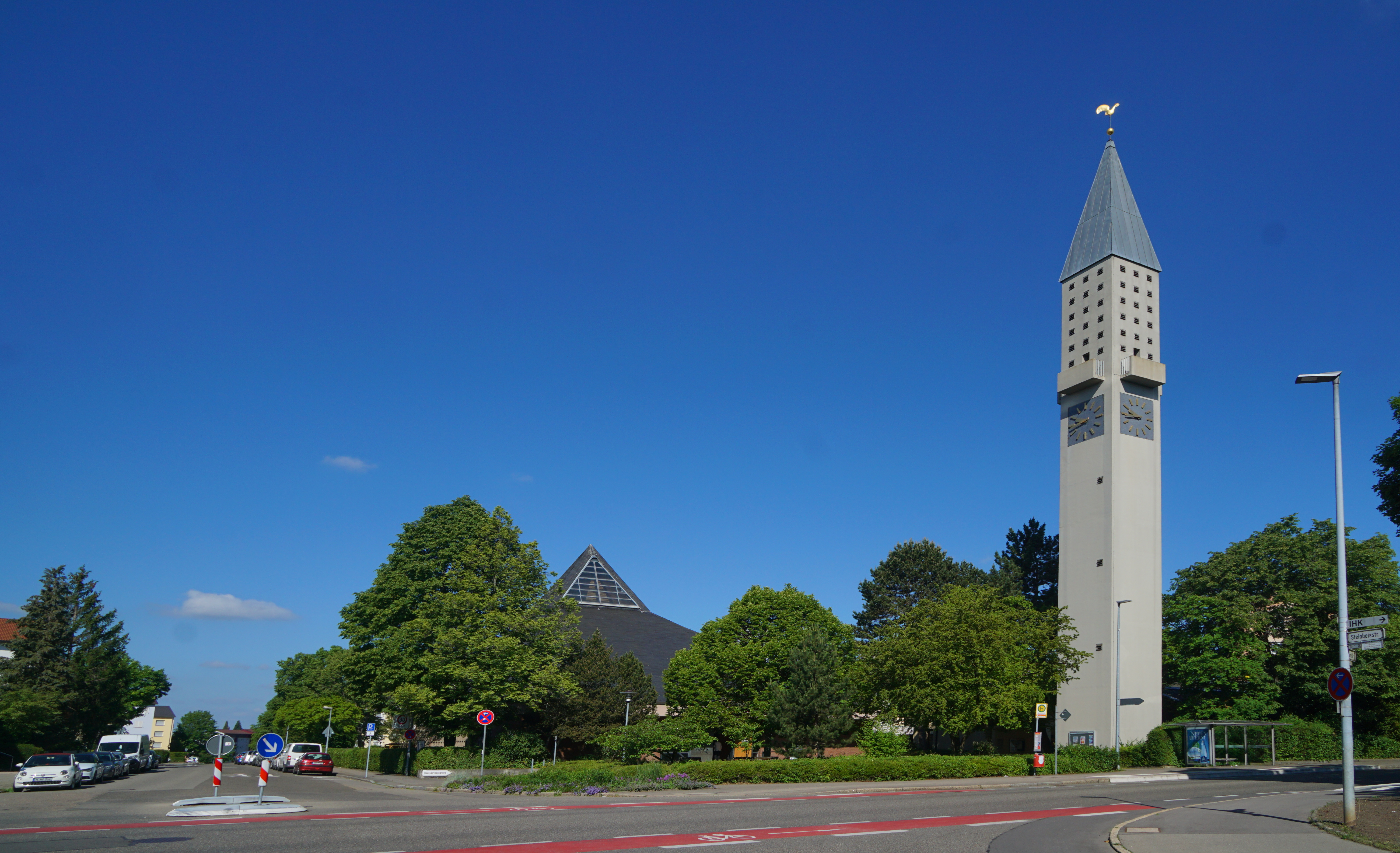
Paul-Gerhardt-Kirche in Böblingen

Die Paul-Gerhardt-Kirchengemeinde Böblingen (ca. 3.200) umfasst Teile der Kernstadt Böblingen. Infolge starken Zuzugs nach dem Zweiten Weltkrieg war die Kirchengemeinde Böblingen, die bis dahin nur über die Stadtkirche Böblingen verfügte, zu groß geworden. So wurde 1960 die Martin-Luther-Kirche und 1960/61 eine weitere Kirche, die Paul-Gerhardt-Kirche erbaut. Als eigenständige Kirchengemeinde wurde die Paul-Gerhardt-Kirchengemeinde Böblingen dann durch Bekanntmachung des Oberkirchenrats vom 13. Februar 1964 gebildet, als die bis dahin alleinige Kirchengemeinde Böblingen in seinerzeit drei Teilkirchengemeinden aufgeteilt wurde. 1972 erbaute sich die Paul-Gerhardt-Kirchengemeinde ein Gemeindehaus, das den Namen Bonhoeffer-Haus erhielt.

#### Christuskirchengemeinde Böblingen

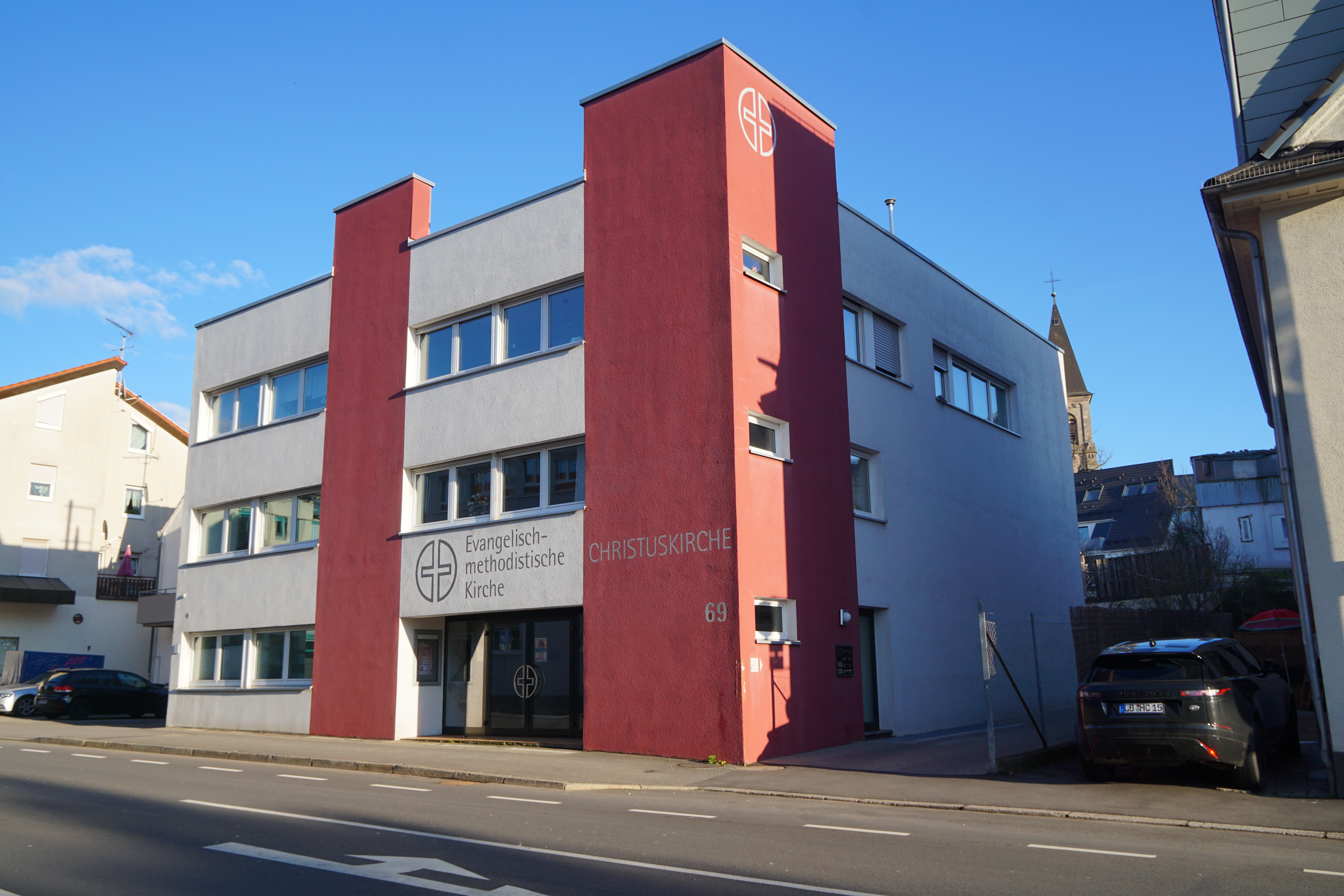
Christuskirche in Böblingen

Die Christuskirchengemeinde Böblingen (ca. 2.900) umfasst das Wohngebiet Diezenhalde der Kernstadt Böblingen. Für die evangelischen Bewohner dieses Wohngebiets wurde mit Wirkung vom 1. Januar 1982 die selbständige Kirchengemeinde Diezenhalde innerhalb der Gesamtkirchengemeinde Böblingen gegründet, nachdem das Kultusministerium die neue Kirchengemeinde als Körperschaft des öffentlichen Rechts anerkannt hatte. 1990 wurde in der Diezenhalde dann ein Ökumenisches Gemeindezentrums erbaut: In eine quadratische Grundform sind ein Rundbau (katholische Vater-unser-Gemeinde) und ein rechteckiger „Kleiner Sakralraum“ (evangelische Christuskirche) eingefügt. Das Gemeindezentrum verfügt über eine Glocke, die beiden Konfessionen dient. 1990 wurde die Kirchengemeinde Diezenhalde dann in Christuskirchengemeinde Böblingen umbenannt.

### Kirchengemeinde Dachtel

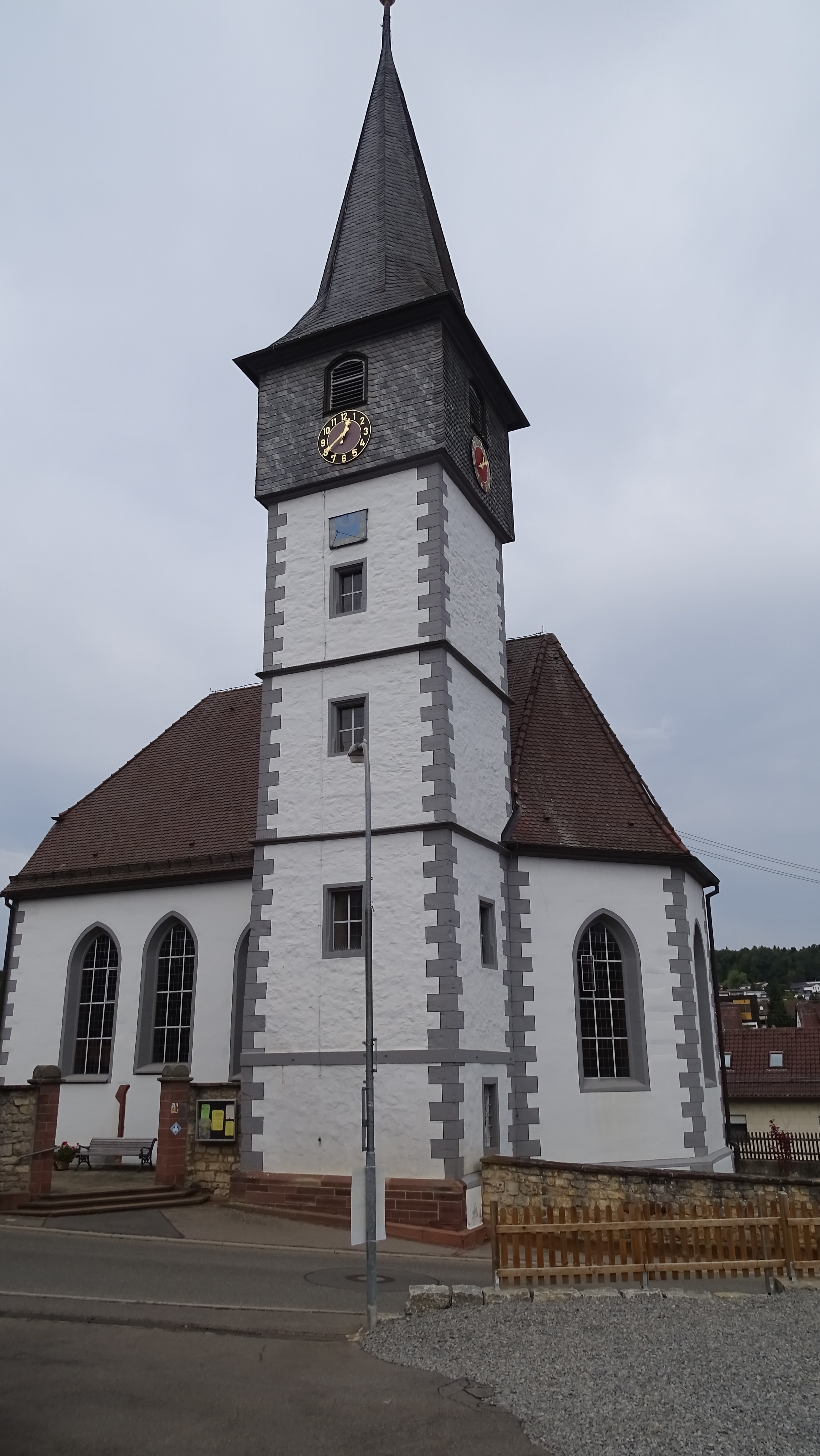
Evangelische Kirche Dachtel

Die Kirchengemeinde Dachtel (ca. ) umfasst den Ortsteil Dachtel der Gemeinde Aidlingen. Eine Kirche wurde in Dachtel bereits 1275 erwähnt. Die heutige Kirche wurde 1601 erbaut und nach einem Brand von 1768 wieder aufgebaut. Die Kirchengemeinde Dachtel ist mit der von Deufringen pfarramtlich verbunden. Bis 1939 gehörte die Kirchengemeinde Dachtel zum Kirchenbezirk Calw. Mit Wirkung vom 1. April 1939 wurde sie in den Kirchenbezirk Böblingen umgegliedert.

### Kirchengemeinde Dagersheim

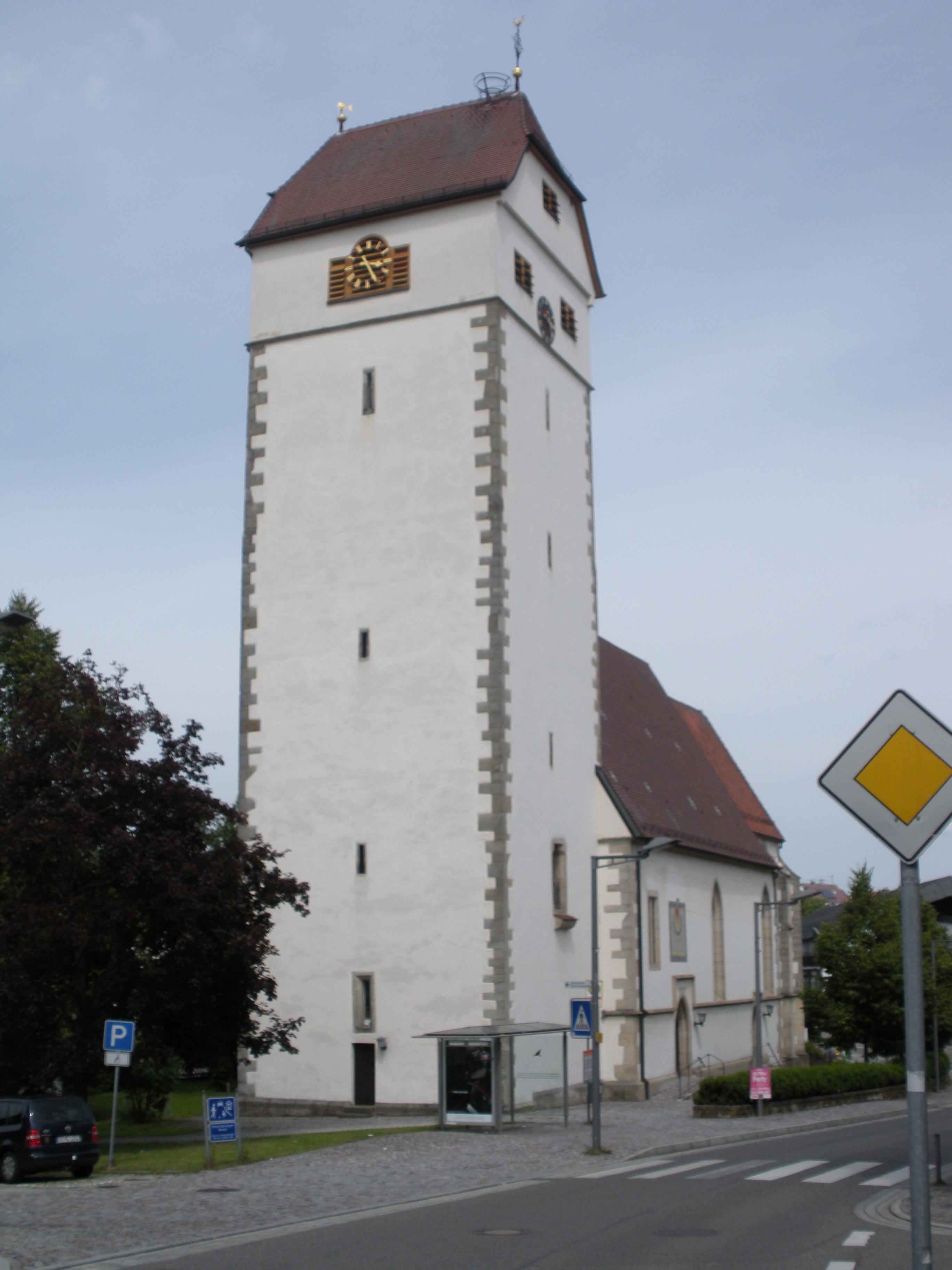
Evang. Kirche Dagersheim

Die Kirchengemeinde Dagersheim (ca. 2.400) umfasst den Stadtteil Dagersheim der Stadt Böblingen. Ein Pfarrer ist in Dagersheim 1252 erstmals erwähnt. Wem die Kirche ursprünglich geweiht war, ist nicht bekannt. 1422 ist der Hl. Fridolin genannt, manches deutet auch auf Benedikt oder Johannes den Täufer hin. Erst 1784 wurde sie St. Agathe-Kirche genannt. Über die Pfalzgrafen von Tübingen kam die Kirche an die Herren von Mönsheim, dann 1339 an die von Urbach, die sie 1342 an das Stift Sindelfingen verkauften. Mit diesem kam sie 1476 an die neu gegründete Universität Tübingen. Die Kirche wurde 1491 erbaut. Sie besitzt ein spätgotisches Chorgestühl, mittelalterliche und moderne Glasgemälde sowie eine historische Kegelladenorgel von Carl Gottlieb Weigle aus dem Jahre 1857.

### Kirchengemeinde Darmsheim

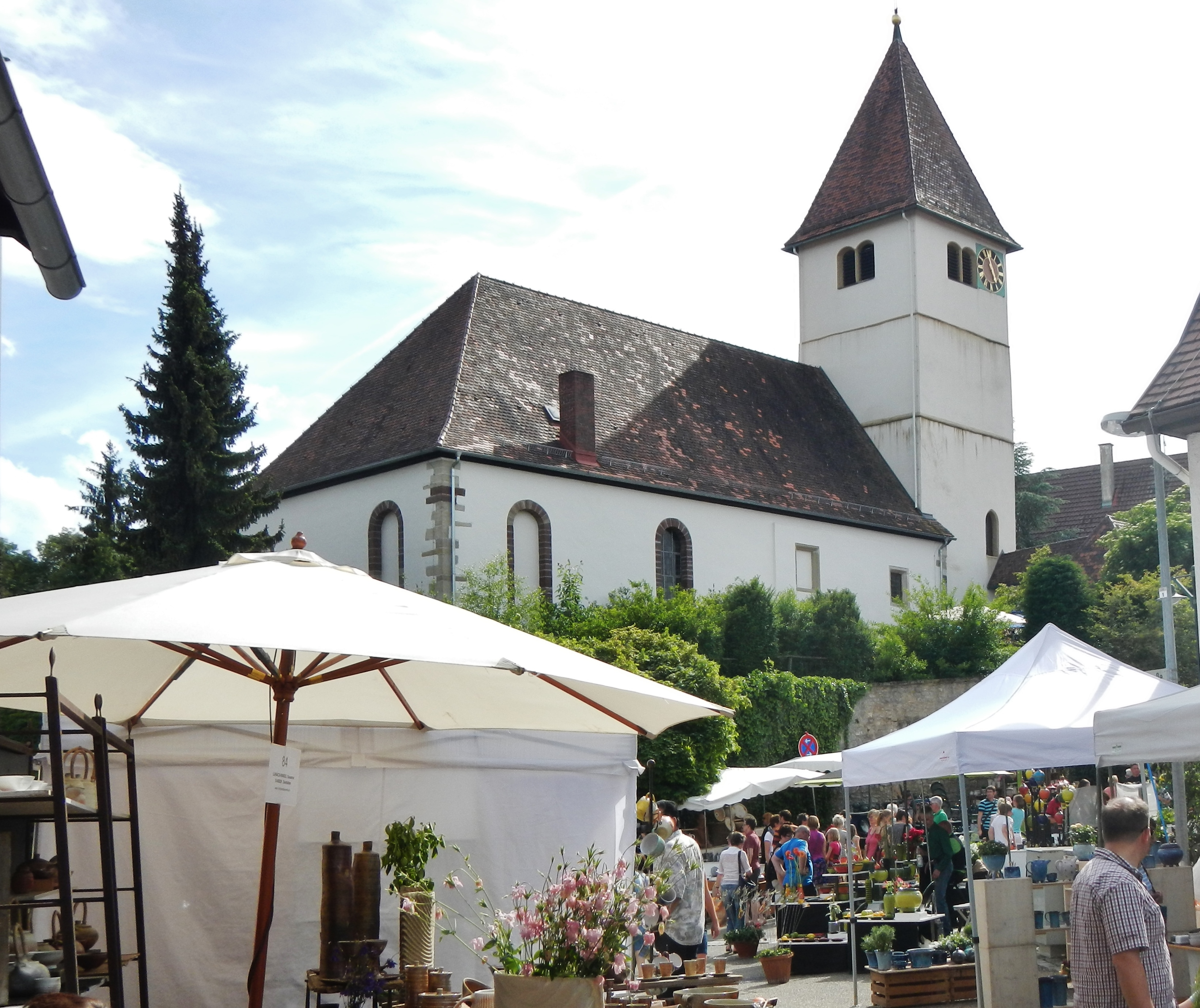
Pelagiuskirche in Darmsheim

Die Kirchengemeinde Darmsheim (ca. 1.800) umfasst den Stadtteil Darmsheim der Stadt Sindelfingen. 1260 wurde erstmals eine Kirche in Darmsheim erwähnt. 1342 erwarb das Stift Sindelfingen den Kirchensatz. Von hier kam sie 1477 an die Universität Tübingen. Die einstige Wehrkirche, ursprünglich wohl St. Pelagius, ab 1537 St. Antonius geweiht, ist eine spätgotische Westturmanlage mit Fresken aus der Zeit um 1470.

### Kirchengemeinde Deufringen

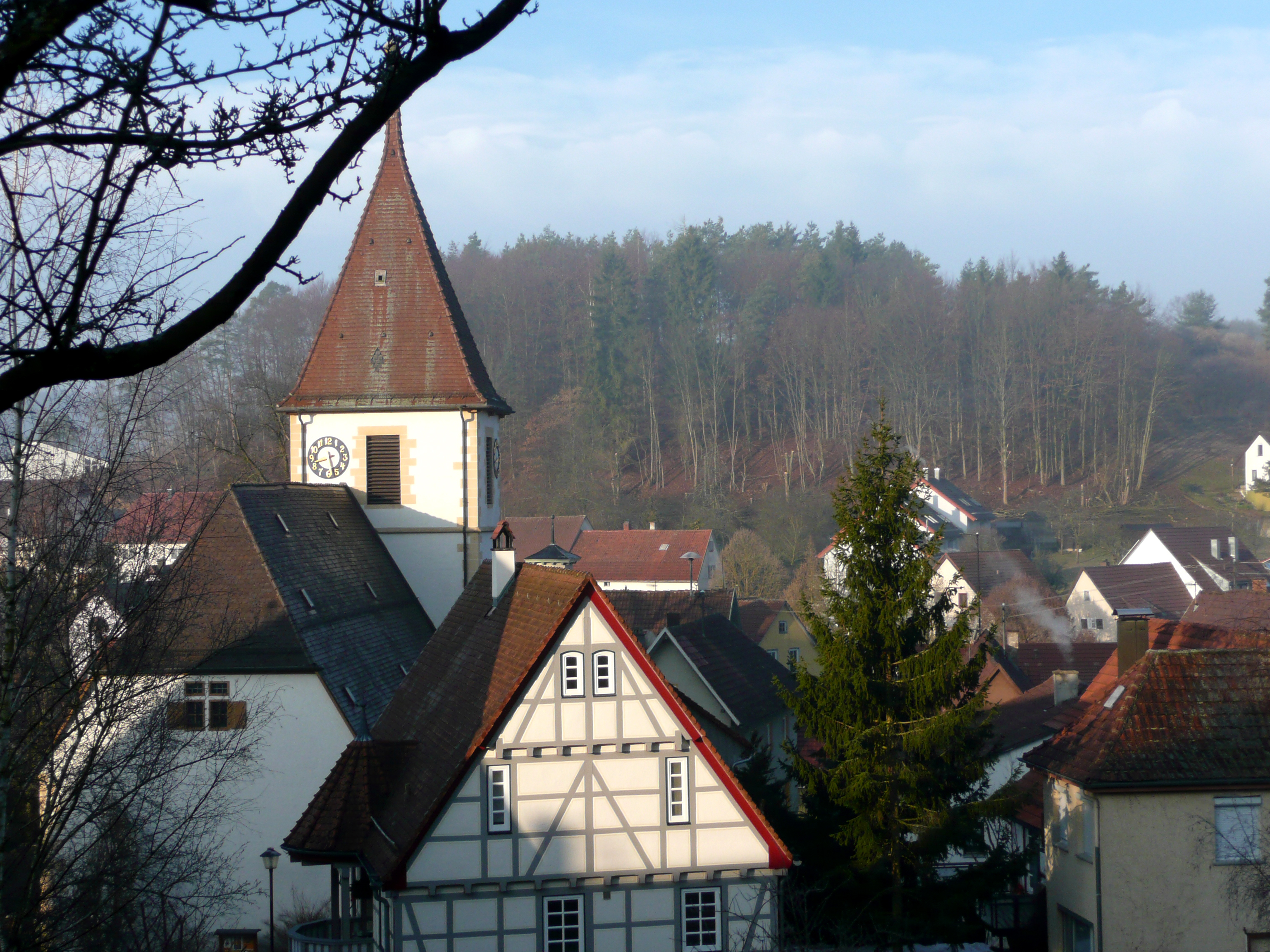
Kirche St. Veit in Deufringen

Zur Kirchengemeinde Deufringen (ca. 950 Gemeindeglieder) gehören die evangelischen Christen in Deufringen, das bürgerlich seit 1971 zu Aidlingen gehört. Eine Kirche in Deufringen wird erstmals 1268 erwähnt, rechtlich damals eine Kapelle und Filiale der Pfarrkirche St. Martin in Gechingen (Kirchenbezirk Calw). Nach der Reformation wurde Deufringen eigene Pfarrei. Der älteste Teil der Kirche ist der wehrhafte Turm mit dem kreuzrippengewölbten Chorraum im Erdgeschoss. Das Gewölbe wird von vier Fratzenkonsolen getragen; der Schlussstein zeigt das Lamm Gottes mit der Siegesfahne (Erste Hälfte des 15. Jahrhunderts). Um 1468 wurde dieser Turmchor nach Osten erweitert und ausgemalt. Die seltene Darstellung einer Hostienmühle und das Tabernakel dieser Erweiterung haben sich erhalten. Zum Turm gehörte ursprünglich ein im Westen anschließendes Kirchenschiff. Kurz vor der Reformation wurde dieses Kirchenschiff und die Osterweiterung des Chorraums abgebrochen; ein neues, größeres Kirchenschiff wurde im Osten an den Turm angebaut. Der Turm war von da an Westturm und Eingangshalle der Kirche. 1564 wurde das Kirchenschiff im Stil der Renaissance ausgemalt; die heute wieder sichtbare Dekormalerei an Deckenbalken und um die Fenster ist ein herausragendes Beispiel der Kunst dieser Zeit und von hoher Originalität. 1790 wurde der unvollendete Chorraum der Kirche abgebrochen und das Kirchenschiff nach Osten um 4,5 m verlängert. Erhalten haben sich in der St.-Veits-Kirche drei Grabmale der Herren von Gültlingen aus dem 16. und 17. Jahrhundert. Ein weiteres Kleinod ist das sogenannte „Hagelbild“ mit einer detailgetreuen Ortsansicht, das an einen verheerenden Hagelsturm im Jahr 1811 erinnert. Im Jahr 1972 wurde das Innere der Kirche auf den alten Chorraum im Westturm ausgerichtet.
Von 1749 bis 1974 war das Pfarramt Deufringen im ehemals gültlingischen Schloss untergebracht. Es betreut heute auch die Kirchengemeinde Dachtel.

### Kirchengemeinde Döffingen

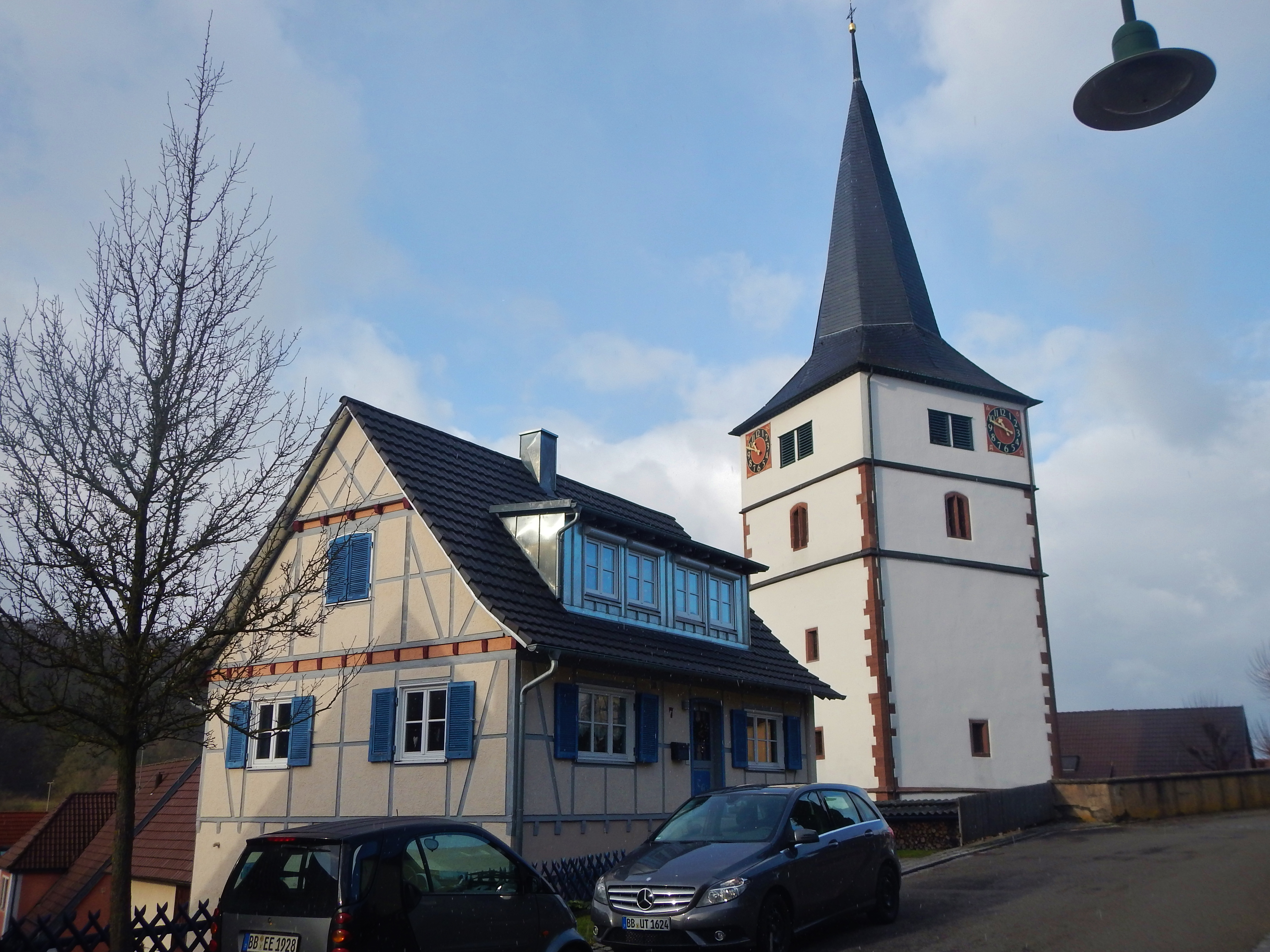
Martinskirche in Döffingen

Zur Kirchengemeinde Döffingen (ca. 2.500 Gemeindeglieder) gehören die evangelischen Christen in den beiden Orten Döffingen und Dätzingen, die zusammen die Gemeinde Grafenau bilden.
In Döffingen wurde bereits 1075 eine Kirche genannt, die dem Kloster Hirsau gehörte. Um die stark befestigte Kirchenburg tobte 1388 die Schlacht von Döffingen zwischen den Grafen von Württemberg und den freien Reichsstädten. Der Sieg der Württemberger war ein Wendepunkt der Geschichte Südwestdeutschlands; die politische Macht der freien Städte begann zu sinken. 1516 wurde das Kirchenschiff neu erbaut. Seit der Einführung der Reformation in Württemberg 1534 wird in der Martinskirche evangelischer Gottesdienst gefeiert. Die Kirche brannte 1634 bei der Zerstörung von Döffingen durch kaiserliche Truppen aus und wurde 1642 bis 1660 in vereinfachten Formen wieder aufgebaut. Am Ende des Zweiten Weltkriegs wäre die Kirche bei der Beschießung Döffingens durch französische Artillerie um ein Haar wieder abgebrannt. 1962 wurde sie renoviert und das Kirchenschiff nach Westen um 4,5 m verlängert. 2002–2005 wurde die Kirche erneut außen und innen saniert.
Dätzingen war nach der Reformation zunächst evangelisch, wurde jedoch in der Gegenreformation durch den Malteserorden, dem Dätzingen gehörte, rekatholisiert. 1805 wurde Dätzingen württembergisch. Der König schenkte das Malteserschloss und das Schlossgut seinem Günstling, dem Grafen von Dillen. Durch die adelige Familien kamen zum ersten Mal wieder evangelische Christen in den Ort. Nach dem Zweiten Weltkrieg wuchs die evangelische Gemeinde stark an. Sie war rechtlich jedoch nicht selbständig, sondern damals Teil der Kirchengemeinde Schafhausen (Kirchenbezirk Leonberg). Nachdem Dätzingen bei der Gemeindereform mit der Gemeinde Döffingen vereinigt wurde, wechselte später auch die kirchliche Zugehörigkeit (Bekanntmachung des Oberkirchenrats vom 30. Januar 1984).
Seit 2002 gibt es für Döffingen und Dätzingen neben dem geschäftsführenden Pfarramt eine ständige zweite Pfarrstelle (50 %). Gottesdienste finden in der Döffinger Martinskirche an allen Sonn- und Feiertagen um 10 Uhr statt. In Dätzingen ist Gottesdienst an jedem 1. und 3. Sonntag im Monat und an den hohen Feiertagen (9 Uhr, Evangelisches Gemeindehaus).

### Kirchengemeinde Ehningen

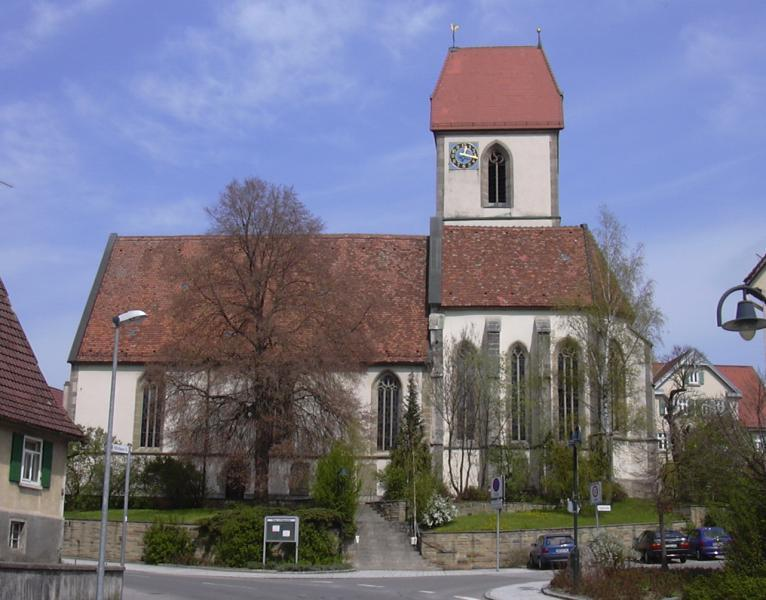
Marienkirche Ehningen

Die Kirchengemeinde Ehningen (ca. 3.300) umfasst die Gemeinde Ehningen. Eine Kirche wurde 1130 erstmals erwähnt. Sie war im Besitz des Klosters Hirsau und den Hl. Donatus und Afra geweiht. 1452 bestand „unter dem Dorf“ eine Kapelle zu Unserer Lieben Frau, deren Kirchensatz über die Pfalzgrafen von Tübingen an Württemberg kam, die ihn an die Söler verliehen hatten. 1450 wurde das Patronatsrecht der Kartause Güterstein geschenkt. Mit der Reformation gelangte die Kirche an Württemberg. Die spätgotische Chorseitenturmanlage der heutigen Marienkirche hat einen netzrippengewölbten Chor und ein Schiff von 1523 mit spätgotischen Wandbildern. Zu sehen sind ferner Grabmäler der Herren von Brastberg und Breitschwert aus dem 16. bis 18. Jahrhundert. 1957/58 wurde die Kirche renoviert.

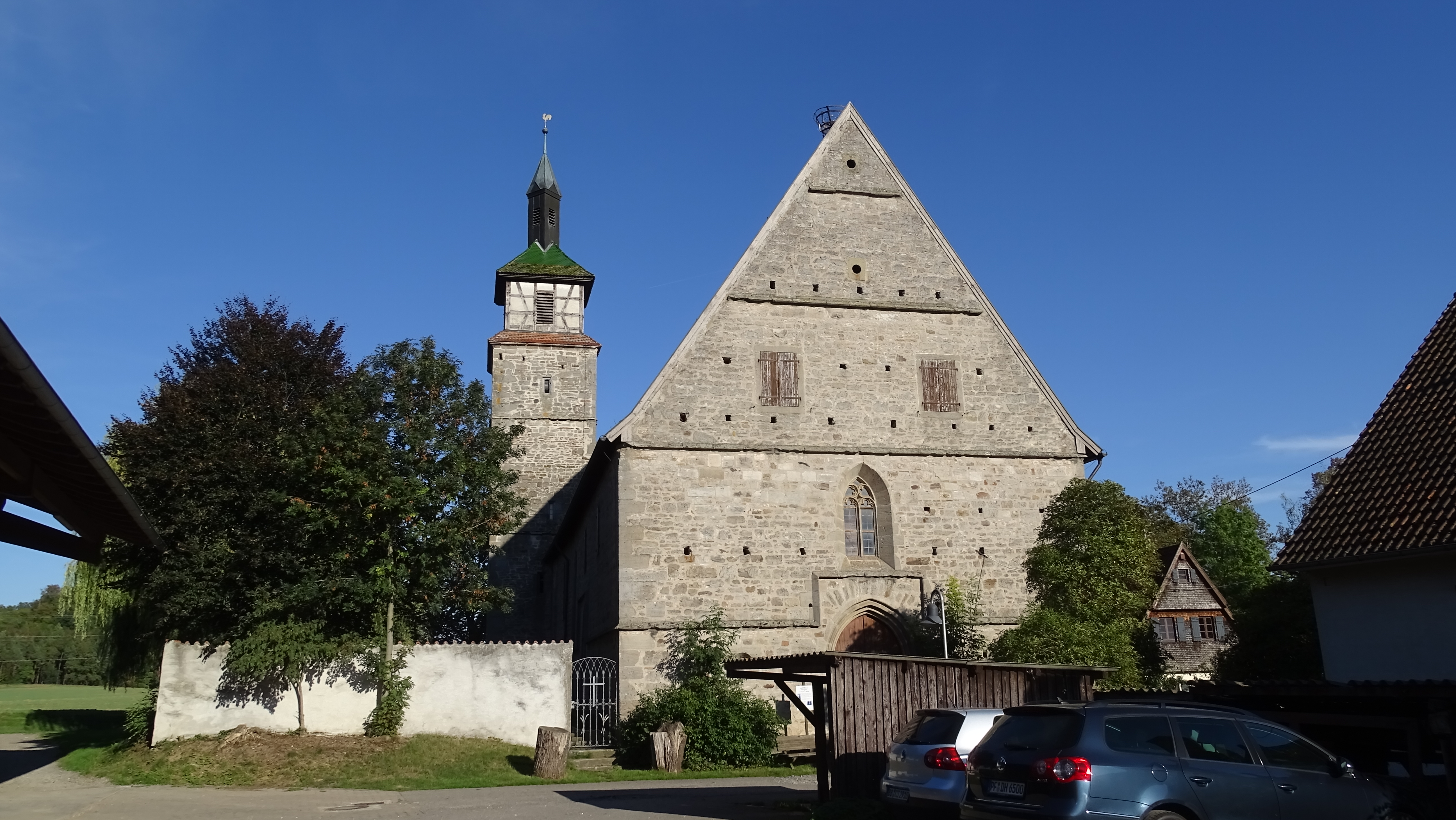
Marien- und Pelagiuskirche in Mauren

Im zugehörigen Weiler Mauren steht eine der Hl. Maria und Pelagius geweihte ehemalige Wallfahrtskirche, die im 14. Jahrhundert dem Kloster Bebenhausen gehörte. Im Mittelalter war sie Filiale von Altdorf. 1482 bestanden dort zwei, später drei Kaplaneien. Nach der Reformation wurde eine Pfarrei errichtet, die erst 1809 aufgehoben wurde. 1826 wurde die Kirche profaniert, doch finden heute wieder Gottesdienste der Kirchengemeinde Ehningen statt. Die Kirche hat noch romanische Reste und ein um 1460 erbautes Schiff. Im Chor befinden sich Grabmäler der Dachenhausen und von Georg Friedrich Schertlin von Burtenbach.
Heute sind in Ehningen zwei Pfarrer tätig.

### Kirchengemeinde Holzgerlingen

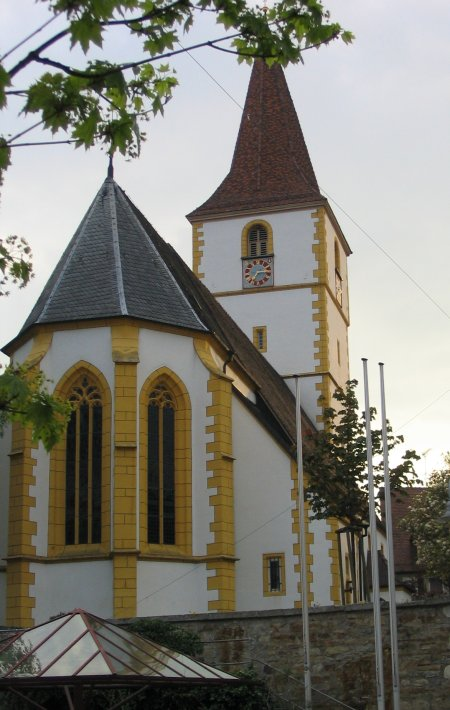
Mauritiuskirche in Holzgerlingen

Die Kirchengemeinde Holzgerlingen (ca. 5.300) umfasst die Stadt Holzgerlingen. Eine Kirche wird in Holzgerlingen erstmals 1275 genannt. Über die Herren von Holzgerlingen und von Tachenhausen kam sie an Württemberg. Das Patronatsrecht hatte 1465 Erzherzogin Mechthild. 1487 wurde es dem Stift Tübingen und damit später der Universität übergeben, die es noch bis 1924 innehatte. Das 1535 mit Mauritiuskirche bezeichnete Gotteshaus ist ein spätgotischer Bau von 1473 mit kreuzrippengewölbtem Westturm. 1920 wurde die Kirche renoviert. Infolge starken Wachstums der Gemeinde wurde 1964 eine zweite Predigstelle, die Johanneskirche, zunächst als einfache Holzkirche erbaut. 1976 wurde sie durch ein modernes Gemeindezentrum ersetzt. Ferner gibt es noch das Johannes-Brenz-Haus, das Gemeindehaus der Mauritiuskirche.
Heute versehen drei Pfarrer ihre Dienste in der Kirchengemeinde Holzgerlingen.
Die Mauritiuskirche besitzt heutzutage vier Glocken. Im Zweiten Weltkrieg musste Holzgerlingen alle Glocken weggeben. Man bekam jedoch noch ein kleines Glöckchen von der Nachbargemeinde Altdorf. Dadurch hatte die Gemeinde in Kriegszeiten wenigstens ein kleines Glöckchen.

### Kirchengemeinde Magstadt

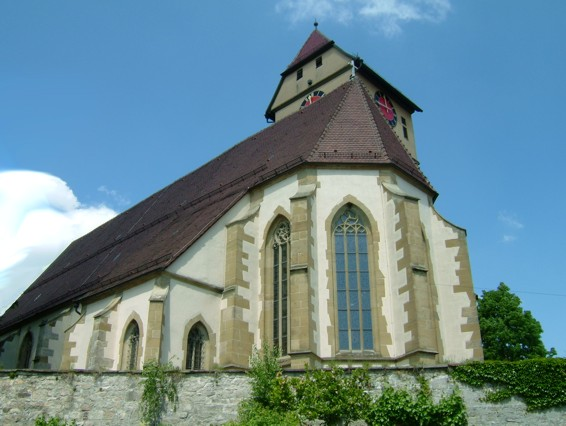
Evangelische Kirche Magstadt

Die Kirchengemeinde Magstadt (ca. 3.200) umfasst die Gemeinde Magstadt, ohne den Grundhof, welcher mit Wirkung vom 1. April 1955 von der Kirchengemeinde Magstadt in die Kirchengemeinde Renningen umgegliedert wurde. Eine Kirche wurde in Magstadt 1273 erstmals erwähnt. Württemberg gab den Kirchensatz 1392 an das Kloster Bebenhausen. 1465 wurde die Kirche als St. Georgskirche bezeichnet. Sie wurde 1490 bis 1511 neu erbaut und hat einen netzrippengewölbten Chor. Hinter dem Chor sind Reste der früheren Kirche eingemauert. Heute versieht nur noch ein Pfarrer seinen Dienst in der Kirchengemeinde Magstadt.

### Kirchengemeinde Maichingen

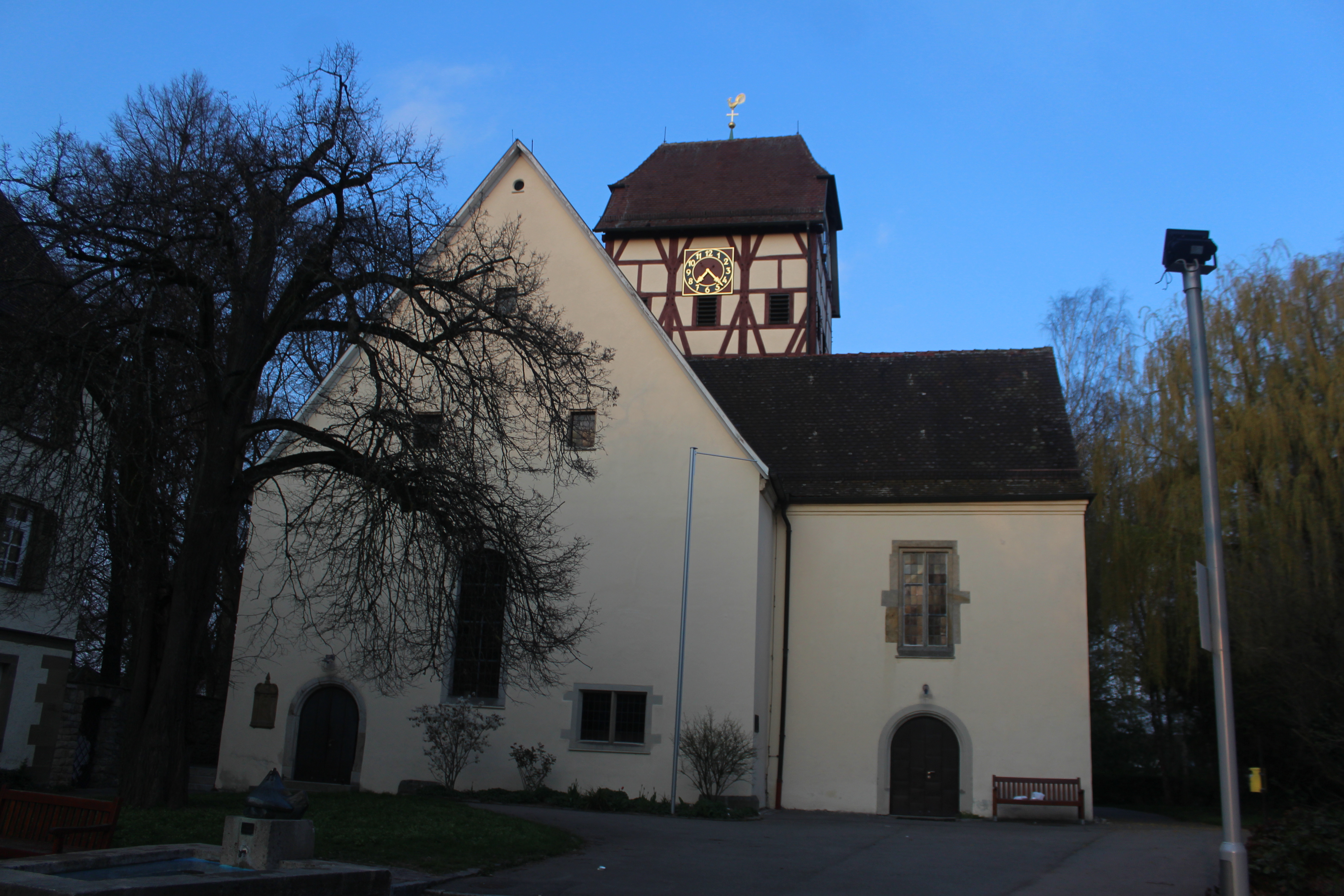
Laurentiuskirche in Maichingen

Die Kirchengemeinde Maichingen (ca. 4.000 Gemeindeglieder) umfasst den Stadtteil Maichingen der Stadt Sindelfingen. Eine Kirche ist in Maichingen erstmals im Hirsauer Codex bezeugt. Die 1568 als St. Laurentiuskirche bekannte Pfarrkirche wurde 1609 völlig umgebaut und erweitert. Der Taufstein stammt von 1517.
Neben der Laurentiuskirche hat die Kirchengemeinde noch zwei Gemeindehäuser, das Laurentiusgemeindehaus (erbaut 1965) mit Räumen des CVJM in der Bismarckstraße und das Stephanusgemeindehaus (erbaut 1978) mit der Krankenpflegestation in der Gerhart-Hauptmann-Straße. Der Krankenpflegeverein Maichingen wurde 1933 gegründet. Im Stephanusgemeindehaus befindet sich auch einer der drei Kindergärten in Trägerschaft der Evangelischen Kirchengemeinde Maichingen, der Stephanuskindergarten. Die beiden anderen Kindergärten sind der Kindergarten Altes Schulhaus und der Kindergarten Landhaussiedlung. Ab 2012 wird zusätzlich eine Kinderkrippe auf dem Gelände des Laurentiusgemeindehauses (Bismarckstraße) eröffnet. Der erste Kindergarten in Maichingen wurde bereits 1883 gegründet. Der Posaunenchor der Gemeinde ist im Rahmen des Vereins CVJM Maichingen e. V. organisiert.
Der CVJM Maichingen e. V. bietet selbständig im Auftrag der Kirchengemeinde Gruppen für die Kinder- und Jugendarbeit an und ist Träger einer im Jahr 2007 eingerichteten JugendreferentInnenstelle.
Heute gibt es zwei Pfarrämter und entsprechend auch zwei Pfarrstellen in der Kirchengemeinde Maichingen, das Pfarramt Nord, das in einem 1968 erbauten Gebäude in der Zeppelinstraße untergebracht ist, und das Pfarramt Süd, das sich im Stephanusgemeindehaus befindet.

### Kirchengemeinde Schönaich
Die Kirchengemeinde Schönaich (ca. 4.700) umfasst die Gemeinde Schönaich. Eine Kirche wurde in Schönaich erstmals 1275 erwähnt. Das Patronat hatte die jeweilige Ortsherrschaft. 1309 wird die Kirche St. Martinskirche genannt. Die heute Kirche wurde 1840 erbaut. Dabei wurde der spätgotische Turm mit Staffelgiebel beibehalten. Im Innern ist ein frühbarockes Holzkruzifix von 1650 zu sehen. Heute versehen zwei Pfarrer ihre Dienste in der Kirchengemeinde Schönaich.

### Gesamtkirchengemeinde Sindelfingen

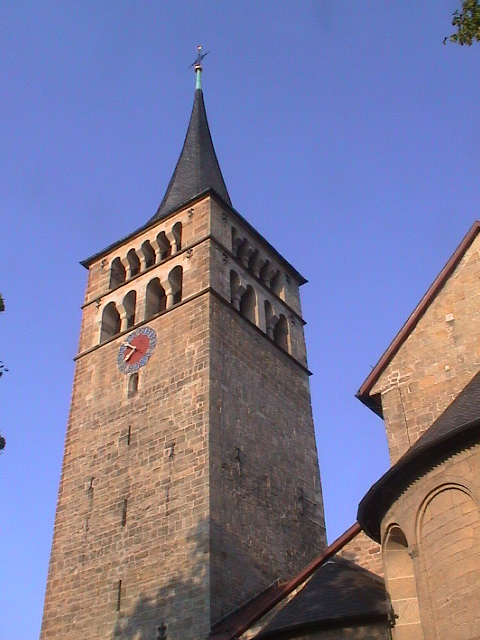
Martinskirche Sindelfingen

Die Gesamtkirchengemeinde Sindelfingen (ca. 13.100) umfasst die Kernstadt von Sindelfingen. Sie wurde durch Bekanntmachung des Oberkirchenrats vom 16. November 1962 gebildet, als die bis dahin alleinige Kirchengemeinde Sindelfingen in vier Teilkirchengemeinden, nämlich Martinskirchengemeinde Sindelfingen, Christuskirchengemeinde Sindelfingen, Goldbergkirchengemeinde Sindelfingen und Johanneskirchengemeinde Sindelfingen aufgeteilt und diese gleichzeitig in der neu gebildeten Gesamtkirchengemeinde Sindelfingen zusammengeschlossen wurden. Das Kultusministerium hatte die Gesamtkirchengemeinde Sindelfingen und deren Teilkirchengemeinden mit Schreiben vom 20. März 1962 als Körperschaften des öffentlichen Rechts anerkannt. Durch Bekanntmachung des Oberkirchenrats vom 17. Dezember 1965 wurde dann die selbständige Eichholzkirchengemeinde Sindelfingen und mit Wirkung vom 5. Dezember 1971 für die Wohngebiete Königsknoll-Viehweide-Unter den Weinbergen die selbständige Markuskirchengemeinde Sindelfingen als weitere Teilkirchengemeinden innerhalb der Gesamtkirchengemeinde Sindelfingen gegründet.
Am 1. Januar 1977 wurde die Eichholzkirchengemeinde wieder mit der Johanneskirchengemeinde Sindelfingen und mit Wirkung vom 11. November 2001 die Markuskirchengemeinde mit der Martinskirchengemeinde zusammengelegt.

#### Martinskirchengemeinde Sindelfingen
Die Martinskirchengemeinde Sindelfingen (ca. 6.200) umfasst die Altstadt und die Oststadt von Sindelfingen. Die Kirchengemeinde hat heute drei Kirchen, die Martinskirche, die Markuskirche und die Versöhnungskirche. Die Martinskirchengemeinde wurde durch Bekanntmachung des Oberkirchenrats vom 16. November 1962 gebildet, als die bis dahin alleinige Kirchengemeinde Sindelfingen in vier Teilkirchengemeinden aufgeteilt wurde.

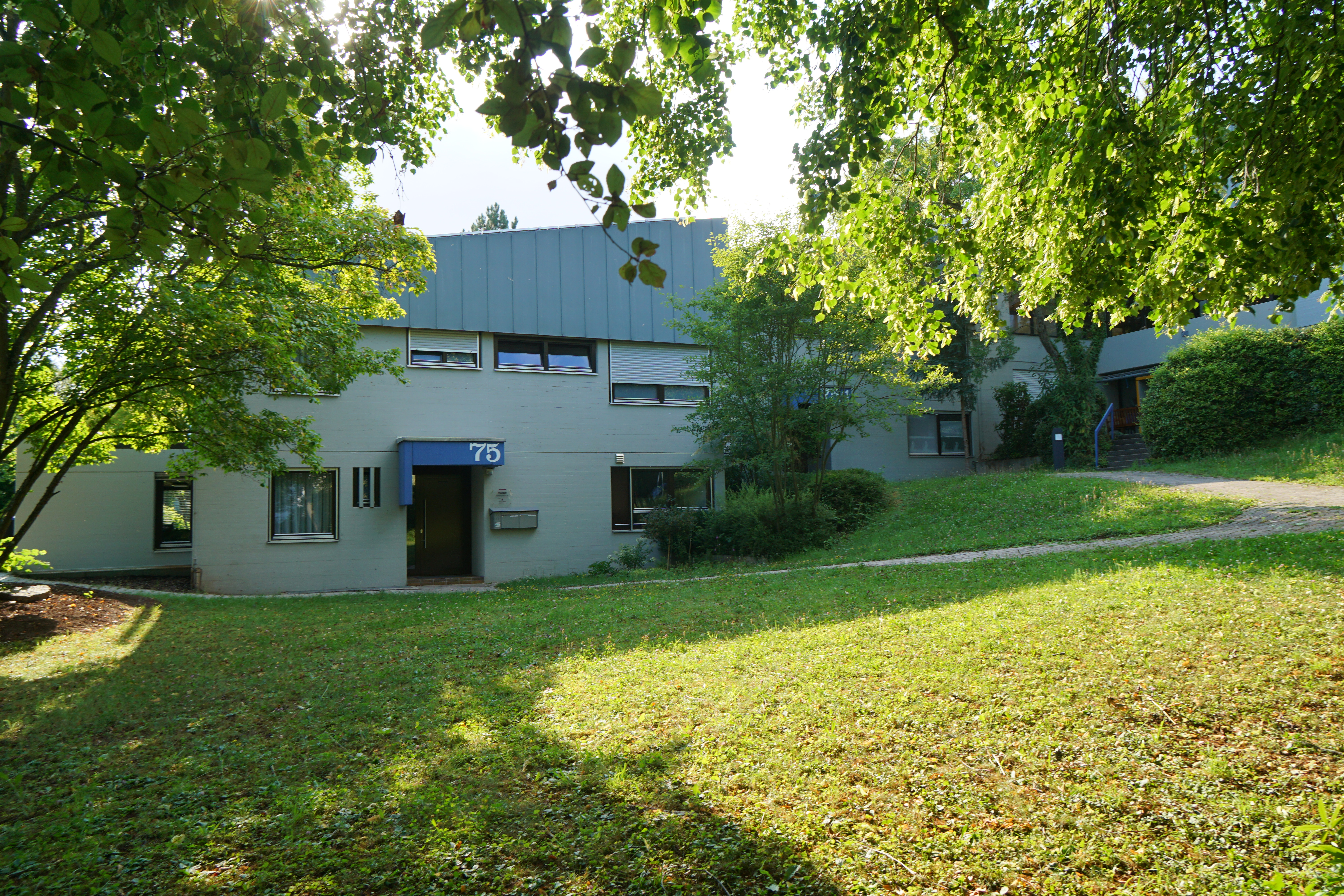
Markuszentrum in Sindelfingen

Für die rasch wachsende Kirchengemeinde Sindelfingen entstanden seit den 1950er Jahren weitere Kirchen und Kirchengemeinden. So wurde mit Wirkung vom 5. Dezember 1971 für die Wohngebiete Königsknoll-Viehweide-Unter den Weinbergen die selbständige Markuskirchengemeinde Sindelfingen als weitere Teilkirchengemeinde innerhalb der Gesamtkirchengemeinde Sindelfingen gegründet, die 1976 auch ihre eigene Kirche in der Sindelfinger Oststadt erhielt. Das Kultusministerium hatte mit Schreiben vom 26. Oktober 1971 die Markuskirchengemeinde als Körperschaft des öffentlichen Rechts anerkannt. Mit Wirkung vom 11. November 2001 wurde die Markuskirchengemeinde wieder aufgelöst, indem sie mit der ebenfalls aufgelösten Martinskirchengemeinde zusammengelegt wurde und dadurch die neue Martinskirchengemeinde entstand.

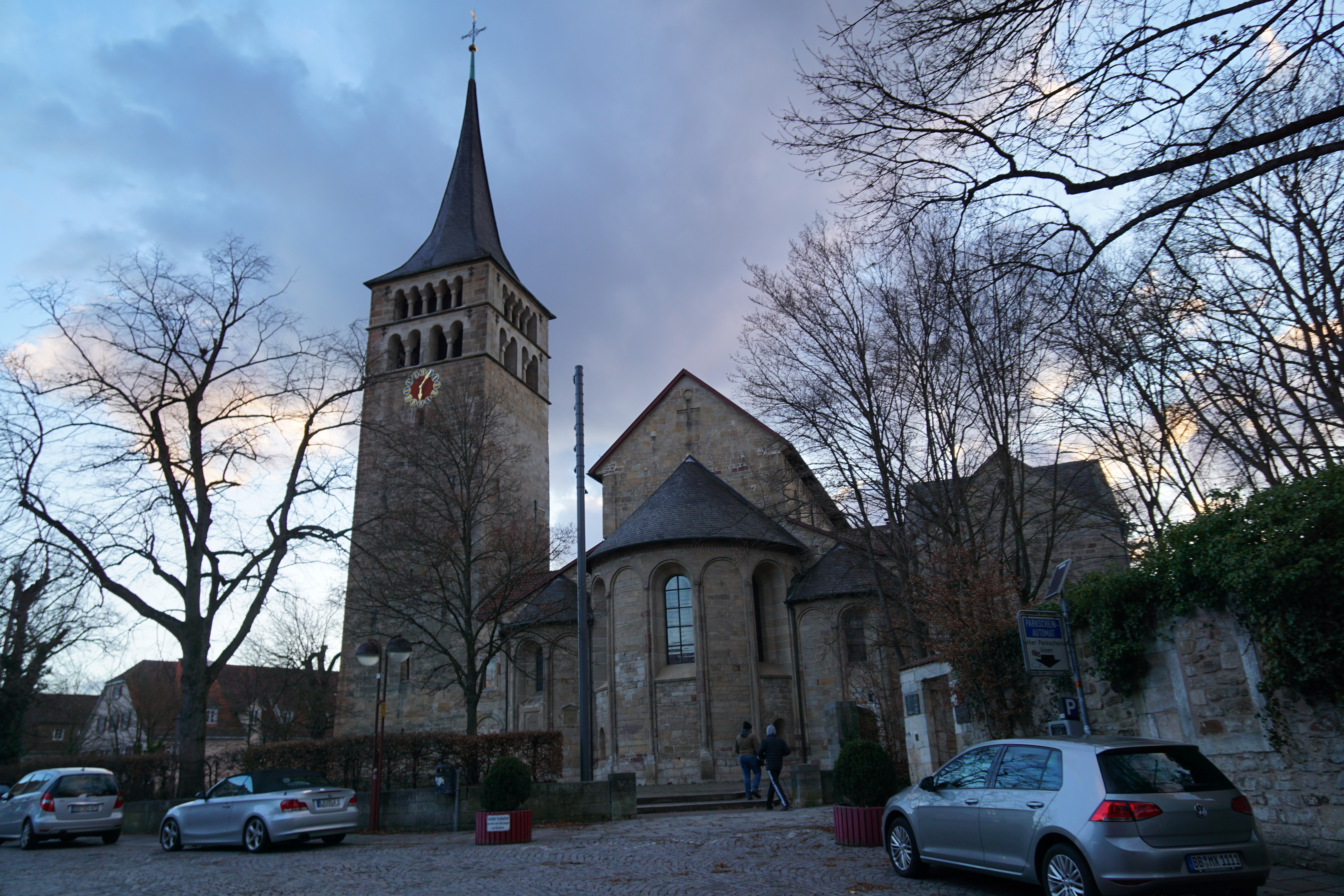
Martinskirche in Sindelfingen

Die romanische Martinskirche wurde bis 1130 erbaut und war Mutterkirche des gesamten Umlandes. Sie ist eine der ältesten Kirchen Süddeutschlands. 1424 wurde eine gotische Marienkapelle angebaut, die durch Architekt Leins 1862 abgebrochen wurde. Die Sakristei ist frühgotisch. Die Martinskirche Sindelfingen beherbergt zahlreiche Kinder- und Kirchenchöre. Kirchenmusikdirektor Matthias Hanke hat als Bezirkskantor von Böblingen dort seinen Dienstsitz.

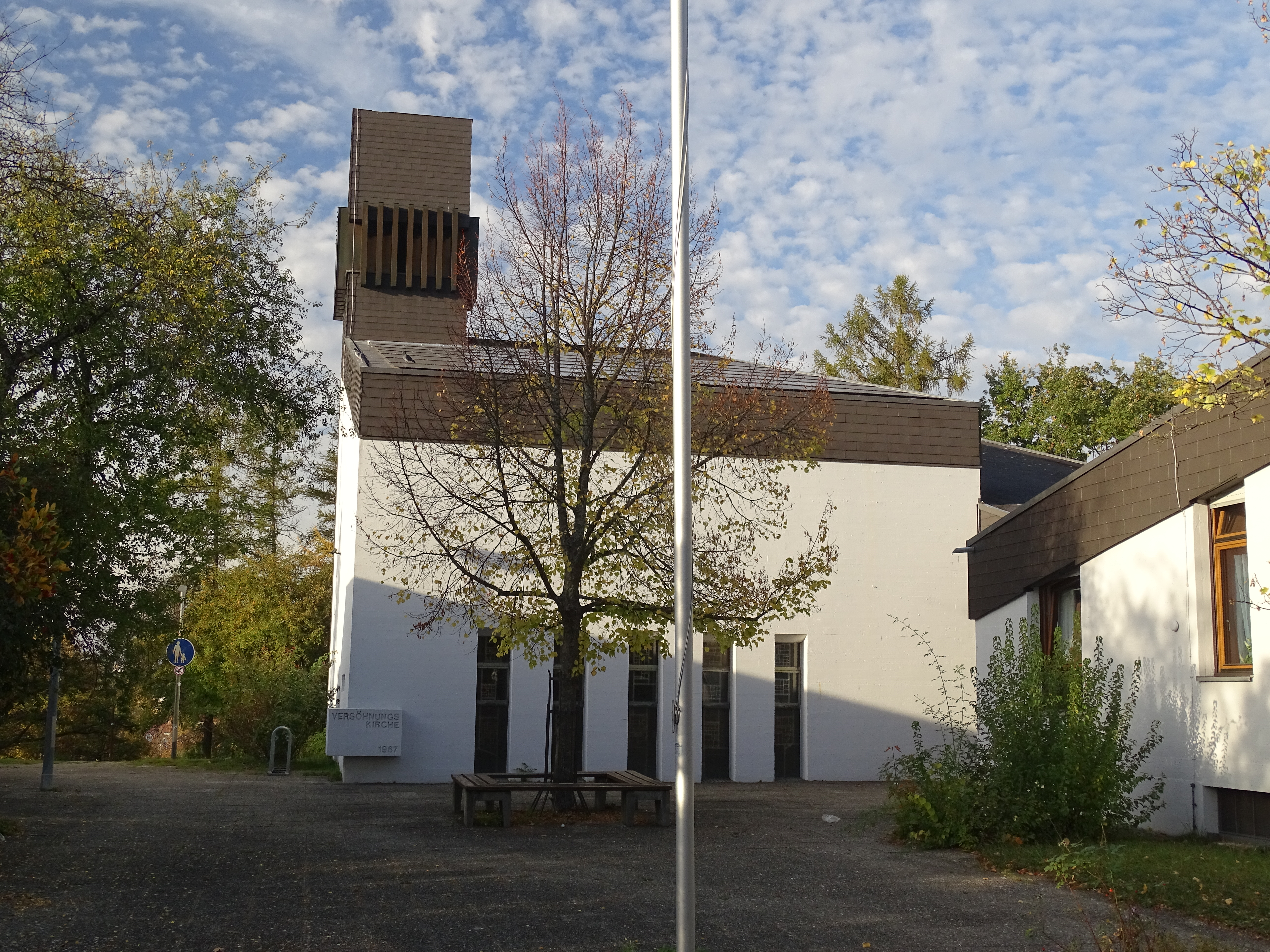
Versöhnungskirche Sindelfingen-Goldberg

Auch die am 2. April 1962 durch Ausgliederung aus der Martinskirchengemeinde gegründete Goldberggemeinde ist inzwischen zu ihrer Mutterkirchengemeinde zurückgekehrt. Zu ihrem Pfarrbezirk gehört die 1966/67 nach Plänen des Architekten Heinz Rall aus Stuttgart neben dem bereits 1958/59 errichteten Goldberggemeindehaus erbaute Versöhnungskirche. 1991 wurde zusätzlich zu dem bisherigen Orgelprovisorium eine große Pfeifenorgel mit 19 Registern und 1282 Pfeifen von der Firma Rensch in Lauffen am Neckar in der Versöhnungskirche eingebaut.

#### Christuskirchengemeinde Sindelfingen

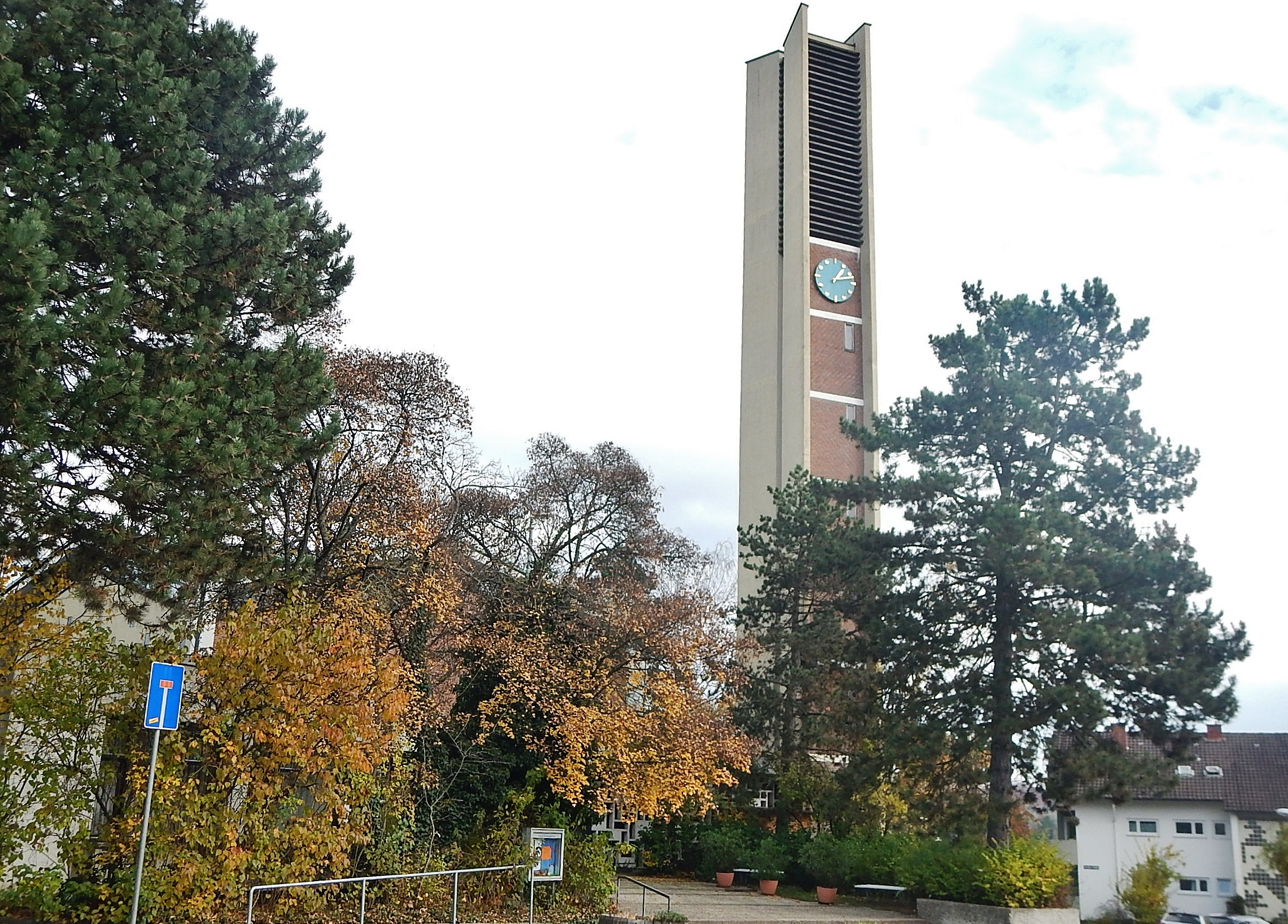
Christuskirche in Sindelfingen

Die Christuskirchengemeinde Sindelfingen (ca. 1.900) umfasst die Stadtteile Schleicher, Rotbühl und Hinterweil der Stadt Sindelfingen. Für die rasch wachsende Kirchengemeinde Sindelfingen entstanden seit den 1950er Jahren weitere Kirchen. So wurde 1958/59 die Christuskirche erbaut und durch Bekanntmachung des Oberkirchenrats vom 16. November 1962 die selbständige Christuskirchengemeinde Sindelfingen gebildet, als die bis dahin alleinige Kirchengemeinde Sindelfingen in vier Teilkirchengemeinden aufgeteilt wurde. Auch diese wurde alsbald zu groß, so dass am Nikolaus-Lenau-Platz eine weitere Kirche, die Nikodemuskirche als Teil des Ökumenischen Gemeindezentrums erbaut wurde. Heute versehen zwei Pfarrer ihre Dienste in der Christuskirchengemeinde, wobei die Geschäftsführung der Kirchengemeinde beim Pfarramt der Christuskirche liegt.
Mit Wirkung vom 13. Januar 2005 gab es eine kleine Gebietsveränderung von der Johanneskirchengemeinde Sindelfingen zugunsten der Christuskirchengemeinde Sindelfingen.

#### Johanneskirchengemeinde Sindelfingen

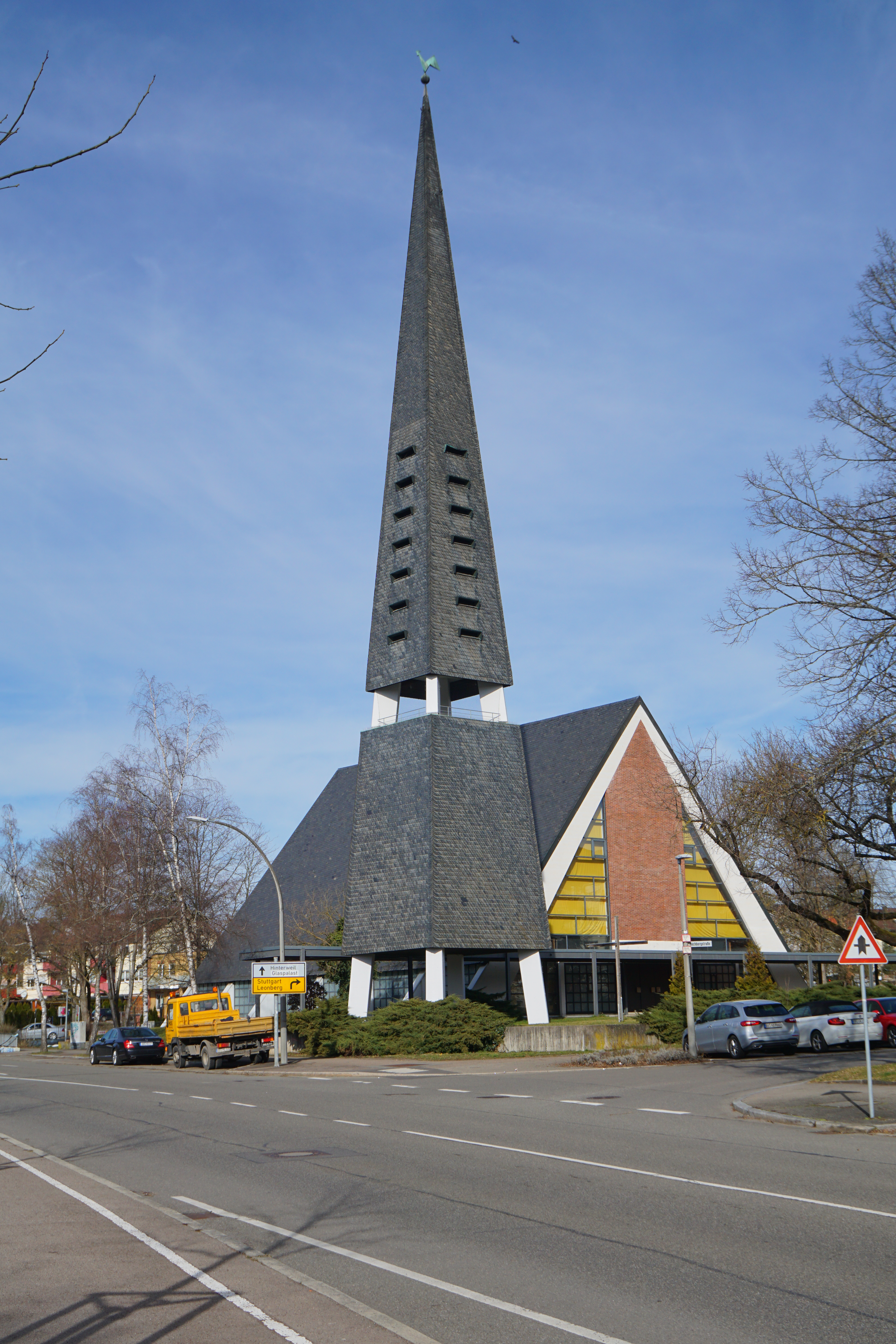
Johanneskirche in Sindelfingen

Die Johanneskirchengemeinde Sindelfingen (ca. 3.100) umfasst den Norden der Sindelfingen Kernstadt, darunter die Stadtteile Eichholz, Eschenried, Spitzholz und Stelle/Roter Berg. Für die wachsende Kirchengemeinde Sindelfingen entstanden seit den 1950er Jahren weitere Kirchen. So wurde 1961/62 im Wohngebiet Eschenried die Johanneskirche erbaut und durch Bekanntmachung des Oberkirchenrats vom 16. November 1962 die selbständige Johanneskirchengemeinde Sindelfingen gebildet, als die bis dahin alleinige Kirchengemeinde Sindelfingen in vier Teilkirchengemeinden aufgeteilt wurde. Von Anfang an wurde auf ein reiches kirchenmusikalisches Leben Wert gelegt. Chöre, Jugendkantorei und Kinderchor wurden vierzig Jahre von Paul Bischoff betreut, der viele große Oratorienwerke, Messen und Kantaten dort zur Aufführung brachte.
Später entstand für das Wohngebiet Eichholz, einer Lichtung im nördlichen Sindelfinger Stadtwald, das Gemeindezentrum „Inseltreff“ in der Watzmannstraße. Hier wurde durch Bekanntmachung des Oberkirchenrats vom 17. Dezember 1965 die selbständige Eichholzkirchengemeinde Sindelfingen gegründet. Das Kultusministerium hatte die Eichholzkirchengemeinde Sindelfingen mit Schreiben vom 29. November 1965 als Körperschaft des öffentlichen Rechts anerkannt. Am 1. Januar 1977 wurde die Eichholzkirchengemeinde Sindelfingen jedoch wieder mit der Johanneskirchengemeinde Sindelfingen vereinigt. Gottesdienste werden daher bis heute sowohl in der Johanneskirche als auch im Gemeindezentrum Eichholz gefeiert. In der Johanneskirchengemeinde versehen heute zwei Pfarrer in den Seelsorgebezirken Nord und Süd ihre Dienste.
Mit Wirkung vom 13. Januar 2005 gab es eine kleine Gebietsveränderung von der Johanneskirchengemeinde Sindelfingen zugunsten der Christuskirchengemeinde Sindelfingen.

### Kirchengemeinde Steinenbronn

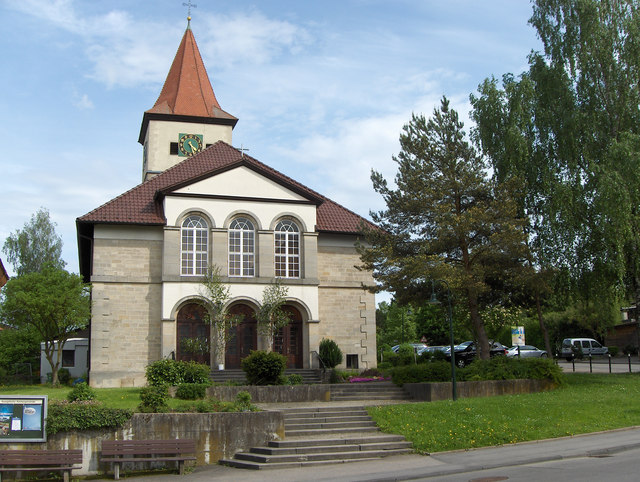
Martinskirche in Steinenbronn

Die Kirchengemeinde Steinenbronn (ca. 2.500) umfasst die Gemeinde Steinenbronn. Kirchlich war Steinenbronn zunächst Filiale von Weil im Schönbuch. Eine Kirche wird aber bereits 1339 genannt. Vor 1474 wurde sie Kuratkaplanei und später eigene Pfarrei. Die 1475 als St. Erhard bekannte Kirche wurde 1839 neu erbaut. Dabei wurde der mittelalterliche Turm von 1470 beibehalten. Im Zweiten Weltkrieg wurde die Kirche völlig zerstört und 1947 bis 1949 wieder aufgebaut. Die Kirchengemeinde Steinenbronn ist Träger eines Kindergartens.
Die Kirchengemeinde Steinenbronn gehörte früher zum Kirchenbezirk bzw. Dekanat Stuttgart und ab 1819 zum Amtsdekanat Stuttgart, aus dem der heutige Kirchenbezirk Degerloch hervorging. Am 1. Januar 1981 wurde sie dem Kirchenbezirk Böblingen zugeordnet.

### Kirchengemeinde Waldenbuch

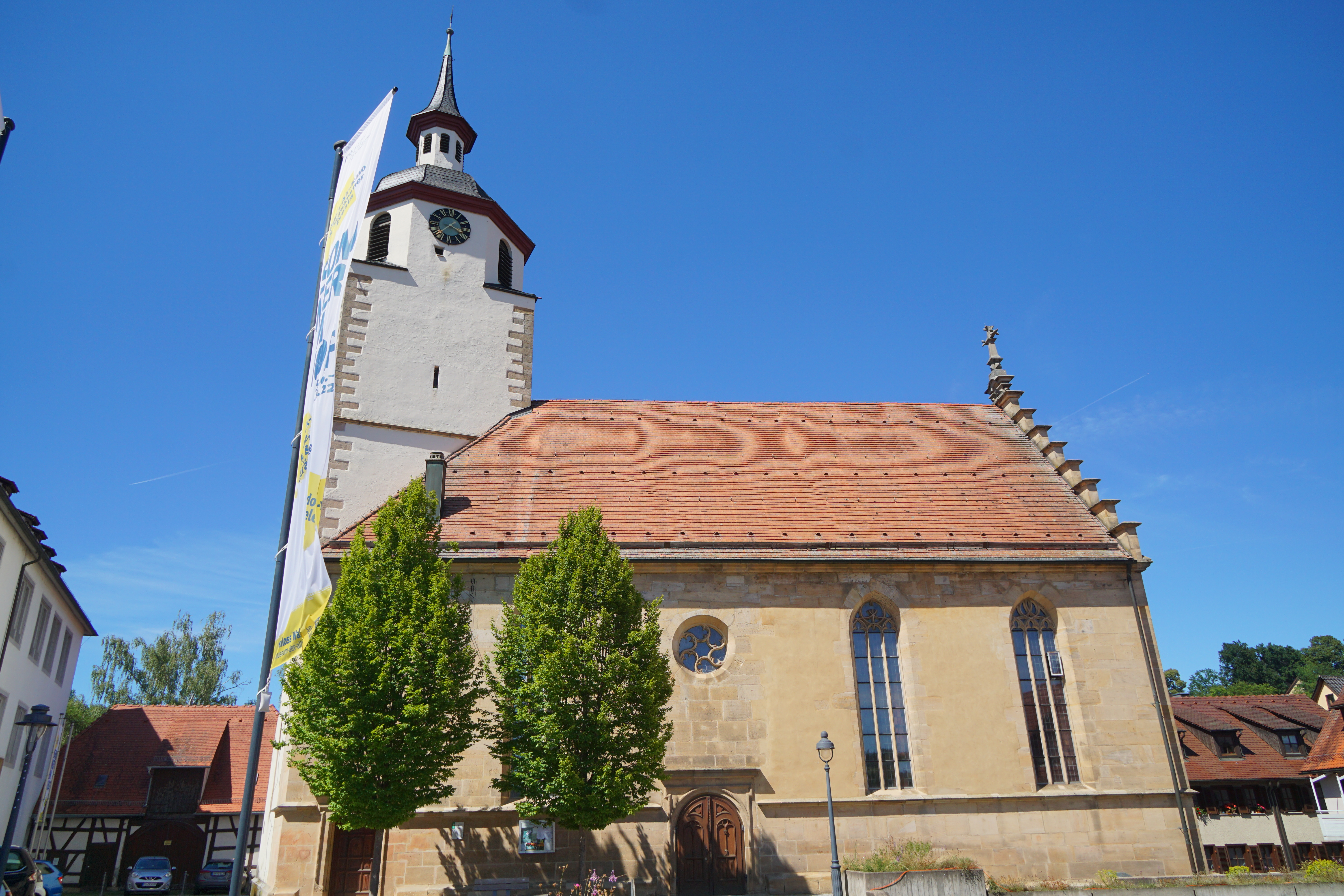
Veitskirche in Waldenbuch

Die Kirchengemeinde Waldenbuch (ca. 3.800) umfasst die Stadt Waldenbuch. Kirchlich war Waldenbuch zunächst Filiale von Weil im Schönbuch. Um 1360 wurde Waldenbuch selbständige Pfarrei. Eine Kirche St. Veit ist jedoch erst 1455 bezeugt. 1464 und 1465 wurde sie nochmals als Filiale erwähnt, bevor sie 1468 endgültig Pfarrei wurde. Das Patronat hatte das Kloster Bebenhausen. Nach der Reformation gehörte es Württemberg. Die heutige Stadtkirche ist ein Rechteckbau von 1605/07. Dabei wurde der Chorturm der Vorgängerkirche übernommen. Ursprünglich schloss sich an den Turm auf der Westseite das Kirchenschiff an. Im Zuge der Erweiterung des benachbarten Schlosses wurde jedoch das alte Kirchenschiff abgerissen und 1605 bis 1607 ein neues auf der Ostseite angebaut. Dabei wurden die alten gotischen Fenster weiterverwendet. An dem Bau waren in herzöglichem Auftrag der Baumeister Elias Gunzenhäuser bis zu seinem Tod 1606 und der Steinmetz Peter Pfänder aus Leonberg beteiligt. In der nach Osten an den Westturm leicht abgewinkelt angebauten Querkirche steht der Altar östlich frei und sind das Gestühl und die Dreiseiten-Emporen auf die Kanzel an der Nordwand ausgerichtet. Der östliche Staffelgiebel mit der Freitreppe und dem geplanten Hauptportal (Zugang heute von Süden her) stellt ein beeindruckendes Zeugnis der Baukunst der Renaissance dar, ebenso die Zimmermanns-Meisterleistung der Dachkonstruktion, von der die große Westempore ohne Raumstützen abgehängt ist. 1707 wurde die Kirche barockisiert. Im Ostgiebel befindet sich seit 1934 ein Rosettenfenster des Künstlers Walter Kohler. Heute wird die Kirchengemeinde Waldenbuch von zwei Pfarrern betreut. Neben der Stadtkirche werden auch im ehemaligen Schulhaus im Stadtteil Glashütte regelmäßig Gottesdienste gefeiert.
Die Kirchengemeinde Waldenbuch gehörte früher zum Kirchenbezirk bzw. Dekanat Stuttgart und ab 1819 zum Amtsdekanat Stuttgart, aus dem der heutige Kirchenbezirk Degerloch hervorging. Am 1. Januar 1981 wurde sie dem Kirchenbezirk Böblingen zugeordnet.

### Gesamtkirchengemeinde Weil im Schönbuch
Die Gesamtkirchengemeinde Weil im Schönbuch (ca. 5.900) umfasst die Gemeinde Weil im Schönbuch. Sie besteht aus den beiden Kirchengemeinden Breitenstein-Neuweiler und Weil im Schönbuch.

#### Kirchengemeinde Breitenstein-Neuweiler
Die Kirchengemeinde Breitenstein-Neuweiler (ca. ) umfasst die Ortsteile Breitenstein und Neuweiler der Gemeinde Weil im Schönbuch. Breitenstein und Neuweiler waren kirchlich stets Filialen von Weil im Schönbuch, bildeten jedoch bis 1999 eigenständige Kirchengemeinden. Zum 1. Januar 2000 wurde die Kirchengemeinde Neuweiler aufgelöst und ihr Gebiet der Kirchengemeinde Breitenstein angeschlossen. Gleichzeitig wurde diese in Kirchengemeinde Breitenstein-Neuweiler umbenannt.

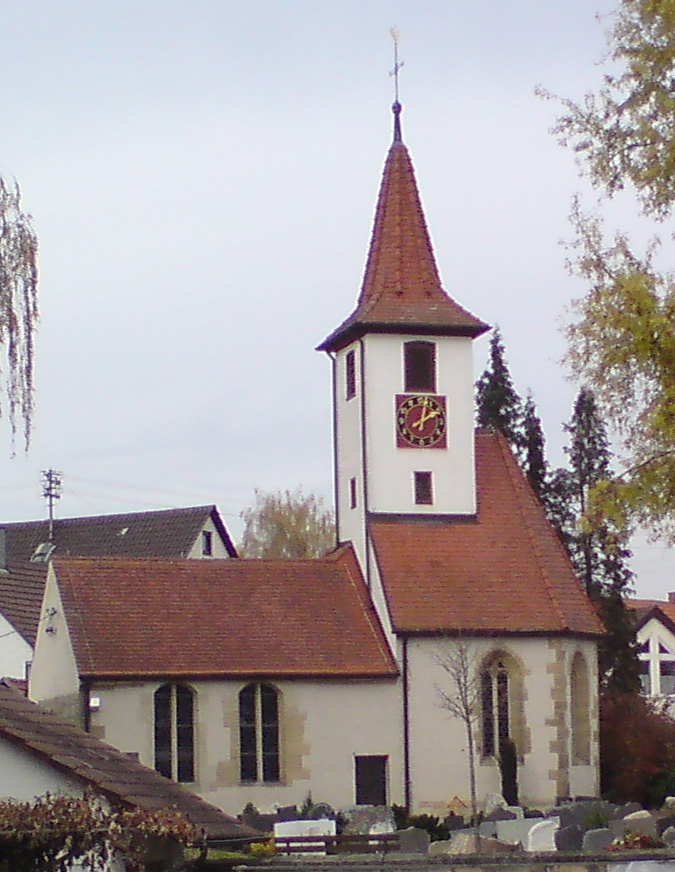
Christuskirche in Neuweiler

Die spätgotische Kirche St. Georg in Breitenstein wurde 1488 durch Franz von Tübingen erbaut. Die Kirche in Neuweiler hat ein romanisches Schiff aus dem 12. Jahrhundert und einen Chor von 1488. 1795 wurde ein Dachreiter aufgesetzt.

#### Kirchengemeinde Weil im Schönbuch

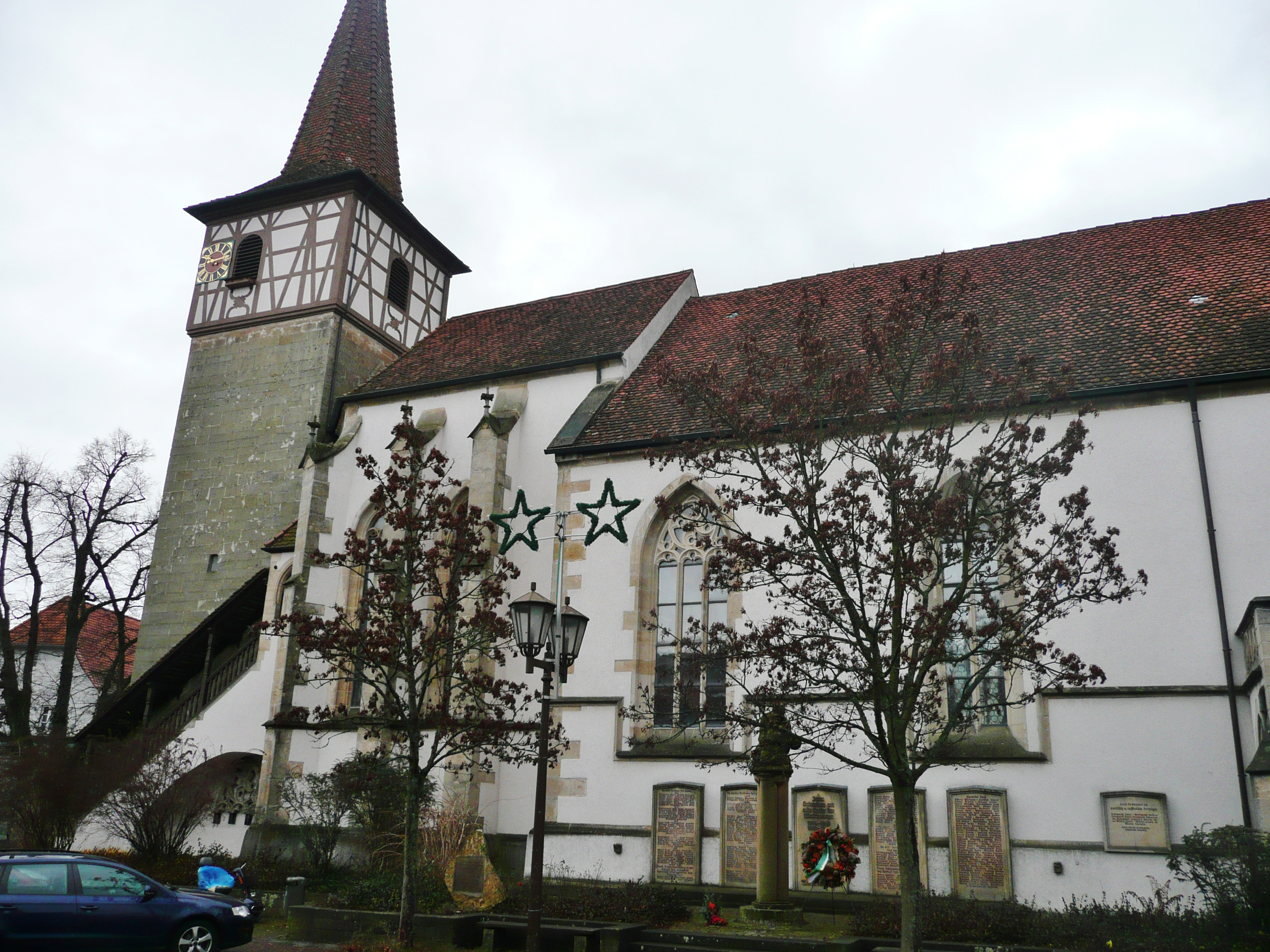
Martinskirche in Weil im Schönbuch

Die Kirchengemeinde Weil im Schönbuch (ca. ) umfasst den Hauptort der Gemeinde Weil im Schönbuch. Eine Kirche wurde in Weil im Schönbuch 1188 erstmals erwähnt. 1262 wird sie mit St. Martin bezeichnet. Sie war Mutterkirche des Umlandes. Zu ihren Sprengel gehörten neben Breitenstein und Neuweiler auch Dettenhausen, Neuenhaus, Rübgarten, Steinenbronn und Waldenbuch. 1320 wurde sie dem Kloster Bebenhausen inkorporiert. Die Martinskirche hat einen romanischen Chorturm mit Kreuzrippengewölbe des 14. Jahrhunderts und ein spätgotisches Schiff von 1508. Nach einem Brand wurde sie 1559 erneuert. 1967 wurde sie neu gestaltet. Heute versehen drei Pfarrer ihre Dienste in den beiden Kirchengemeinden.

## Archivquellen
- Bestand: Visitationsberichte.   Landeskirchliches Archiv Stuttgart. 1581–1822.   Signatur: A 1.
- Bestand: Kirchenvisitationsakten.   Hauptstaatsarchiv Stuttgart. ca. 1601–1840.   Signatur: A 281.
- Bestand: Ortsakten [mit Digitalisaten der Pfarrbeschreibungen und Pfarrberichte (darin u. a.: Chronik, Filialverhältnisse)].   Landeskirchliches Archiv Stuttgart. ca. 1550–1923.   Signatur: A 29.
- Bestand: Ortsakten [mit Digitalisaten der Pfarrberichte (darin u. a.: Filialverhältnisse)].   Landeskirchliches Archiv Stuttgart. ca. 1924–1966.   Signatur: A 129.
- Bestand: Ortsakten [mit Visitationsberichten].   Landeskirchliches Archiv Stuttgart. ca. 1967–1989.   Signatur: A 229.
- Archivgut: Dekanatsarchive.   Landeskirchliches Archiv Stuttgart.   Signatur: F-Bestände.
- Archivgut: Pfarrarchive.   Landeskirchliches Archiv Stuttgart.   Signatur: G-Bestände.